# Урак-лавої
Урак-лавої — малайська етнічна група на андаманському узбережжі Таїланду, яка ще донедавна вела морський напівкочовий спосіб життя рибалок і збирачів морепродуктів. Урак-лавої є однією з національних меншин країни, бідною, з низьким рівнем освіти. Вони займають найнижчий щабель на соціальних та економічних сходах місцевого суспільства. Над ними панують не лише тайці, а й тайські мусульмани та тайські китайці, що мешкають на островах Андаманського моря.
Урак-лавої вважаються тайськими громадянами, але тайці дуже мало знають про них. Кілька сотень років урак-лавої жили у відносній ізоляції й ще до недавна зберігали власну культуру, мову та спосіб життя, якими відрізняються від решти таїландського суспільства. Їхня традиційна культура склалася в тісному взаємозв'язку з морем та прибережним середовищем. Вони були морськими кочівниками, займалися рибальством, вели натуральне господарство, жили головним чином у своїх човнах або в тимчасових поселеннях на береговій лінії островів.
Нерідко урак-лавоїв зараховують до числа так званих «морських циган» (англ. Sea Gypsies), або оранг-лаутів, групи народностей Південно-Східної Азії, що ведуть кочовий спосіб життя й живуть за рахунок дарів моря. До цієї групи також належать оранг-лаути архіпелагу Ріау, баджо Південних Філіппін і Сабаху, мокени та моклени північної частини Андаманського моря.
Власна назва народу — урак-лавой (Urak Lawoi), що означає «морські люди», «морський народ», «люди моря» (urak — народ, люди, lawoi — море), еквівалент малайського «оранг-лаут» (малай. Orang Laut). Тайці називають їх чаоле («морський народ», тай. ชาวทะเล, chaao — народ, тубільці, lay від talay — море, варіанти написання: Chao Lay, Chaao Lay, Chao Ley, Chao Leh, Chaao Talay, Chaw Talay, Chao Tala, Chaaw Thalee), чаонам («водяний народ», тай. ชาวน้ำ, Chao Nam, Chaaw Nam), чаоко («острівний народ», Chao Ko, Chaao Ko, Kon Ko) або таймай («нові тайці», Thai Mai). Термін «нові тайці» несе політичний підтекст, він стосується не лише урак-лавоїв, а й усіх національних меншин Таїланду, що перебувають на периферії суспільства, та відображає прагнення уряду інтегрувати їх до складу тайської нації. Чаоле або чаонам тайці називають також мокенів та мокленів, що живуть далі на північ уздовж андаманського узбережжя Таїланду та М'янми. У спілкуванні з тайцями тайською урак-лавої часто називають себе чаоле, щоб співрозмовники розуміли їх, але вони ніколи не використовують термін чаонам, який уважають принизливим. Найчастіше ж вони називають себе урак-лавой, навіть говорячи тайською. Існують ще застарілі назви: оранг-ланта (Orang Lanta, тобто люди з острова Ланта), оранг-лаут-капір (Orang Laut Kappir, від арабського Kafir — невірний).

## Розселення
Якщо більшість національних меншин Таїланду живе в гірських районах на півночі країни, то урак-лавої мають свої поселення на морському узбережжі на півдні. Вони населяють острови, розташовані вздовж Андаманського узбережжя південно-західного Таїланду від провінції Пхукет на півночі до кордону з Малайзією на півдні. Їхні села розташовані на островах Пхукет у провінції Пхукет, Пхіпхі (Ko Phi Phi Don, тай. หมู่เกาะพีพี), Джум (Ko Jum, тай. เกาะจำ, також називається Пу, Ko Pu, тай. เกาะปู) та Ланта (Ko Lanta, тай. เกาะลันตา) в провінції Крабі, Булон (Ko Bulon, тай. กาะบุโหลน), Ліпе і Аданг (Ko Adang, тай. เกาะอาดัง) у провінції Сатун.
Ці гористі острови майже повністю вкриті густими тропічними лісами, але є й скелясті місця. На островах є річки та інші джерела прісної води. На архіпелазі Аданг було виявлено щонайменше 288 видів риб та більше 210 видів коралів. Останніми роками ліси й коралові рифи сильно постраждали від господарської діяльності людини. Рік поділяється тут на два сезони: вологий (з травня по жовтень) і сухий (з листопаду по квітень). Протягом вологого сезону мусон приносить справжні тропічні зливи, що тривають по декілька годин на день. Найвологішим місяцем є вересень. Середня температура в лютому становить 22-24 °C, це найпрохолодніший місяць року. В сухий сезон майже постійно світить сонце, середня температура березня, найжаркішого місяцю року, сягає 32-34 °C.
Острів Пхукет утворює окрему провінцію (чангват). Ураклавойські селища розташовані тут вздовж східного узбережжя: Лаемла (Laem La, інша назва Тачатчай, Tha Chat Chai) на схід від мосту, що з'єднує на півночі острів Пхукет з континентом, Сапум (Sapum), острів Сіре (Ko Sire, Ko Sirae), Баннуа (Ban Nua), пляж Раваї (Rawai Beach).
Острів Ланта — головний ураклавойський острів, їхня «столиця». Адміністративно він є одним із восьми округів (ампхе) провінції Крабі. Ураклавойська назва острова — Пулао-Сатак (Pulao Satak), що означає «острів з довгими пляжами». Ланта це фактично 2 острови: Ланта-Ной (Ko Lanta Noi, тай. เกาะลันตาน้อย) на північному сході, менший, але економічно важливіший, та Ланта-Яй (Ko Lanta Yai, тай. เกาะลันตาใหญ่) на південному заході. Урак-лавої живуть на острові Ланта-Яй у чотирьох селах: Найрай (Nai Rai) і Банклонгдау (Ban Klong Dau) в районі (тамбоні) Саладан, Гуелем (Hue Lem) і Сангау (Sanga-U) в тамбоні Ланта-Яй. Лише село Сангау є чисто ураклавойським, інші мають мішане ураклавойсько-мусульманське населення. Село Сангау поділяється на 4 частини: власне Сангау (Sanga-U), Мапрао (Ma Prao), Аобон (Ao Bon, Pou) і Джомоле (Jo Molé). В останній частині, окрім урак-лавоїв, живуть тайські мусульмани (тобто малайці), обидві громади мирно вживаються між собою. Острови Ланта-Ной і Ланта-Яй є частиною Національного парку Острів Ланта (англ. Mu Ko Lanta National Park, тай. เกาะลันตาน้อย), створеного в південній частині провінції Крабі в 1990 році. Заповідна територія становить 134 км² і охоплює архіпелаг з п'ятнадцяти островів в Андаманському морі.
В межах провінції Крабі урак-лавої мешкають також на островах Джум і Пхіпхі. Перший розташований на північ від острова Ланта, другий знаходиться на заході, далі в морі, на шляху між Ланта та Пхукетом. Острови Нгай (Ko Ngai, тай. เกาะไหง), Лібонг (Ko Libong, Ko Talibong, тай. เกาะลิบง) і Мук (Ko Muk, тай. เกาะมุก), що, за окремими даними, також мають ураклавойські поселення, утворюють острівну частину провінції Транг. Наступним у ланцюжку островів, населених урак-лавоями, є острів Булон, він входить до складу провінції Сатун.

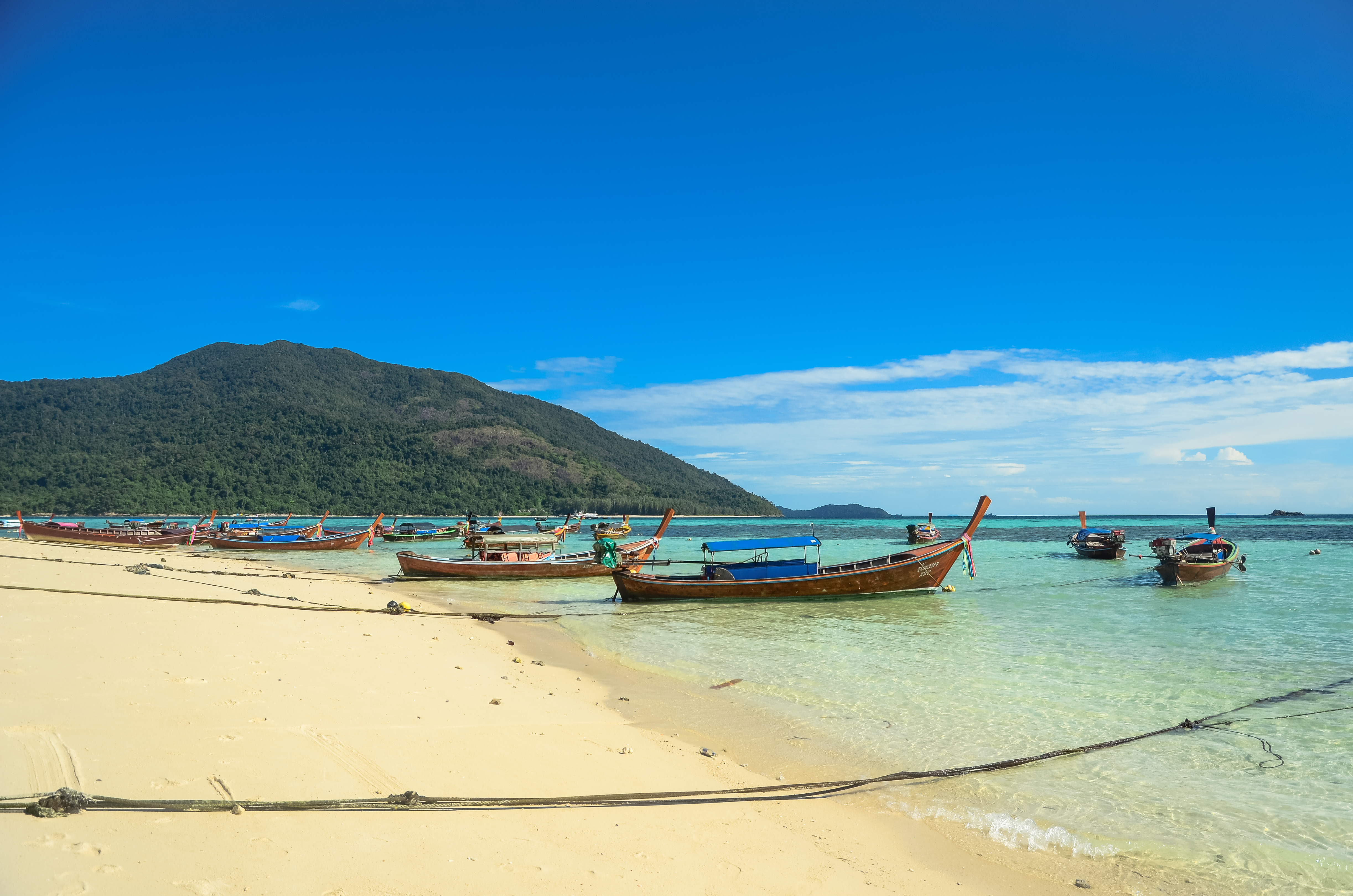
Ураклавойські човни біля острова Тарутао.

Архіпелаг Аданг, що складається з 24 островів, адміністративно також належить до провінції Сатун. Населеними є лише 3 острови, причому більшість людей живе на крихітному острові Ліпе (ураклавойською Ніпіг, Pulau Nipih, «плоский острів»). Острів Ліпе має для урак-лавоїв особливе значення — тут помер і був похований їхній легендарний лідер Токірі (To' Kiri). Це плоский острів площею 4 км², лише невеликі пагорби заввишки до 100 метрів розташовані в південній, північній та західній частинах острова. Ліпе — єдиний острів архіпелагу, де панує сучасна цивілізація, решта островів лишаються незайманими. Острови Аданг (ураклавойською Гадак, Pulau Hadak, 29,8 км²) і Раві (Ko Rawi, тай. เกาะราวี, 28 км²) гористі, вкриті лісом, мають багато джерел прісної води. До 1980-х років на острові Аданг існувало 8 ураклавойських поселень, на Раві — ще 3, але у зв'язку з організацією національного парку Тарутао (англ. Tarutao National Park, тай. อุทยานแห่งชาติตะรุเตา) більшість їхніх жителів була переселена на острів Ліпе.
Національний морський парк Тарутао був заснований 1974 року. Це найбільший морський парк країни, його площа становить 1490 км², з яких 1260 км² це територія моря, а 230 км² — територія островів. Парк складається з двох основних груп островів: Тарутао та Аданг. Острів Ліпе в його складі має особливий статус, він не підпадає під юрисдикцію Національного парку і звільнений від законів, що захищають решту його території. Острів Ліпе зараз швидко й надмірно розвивається, перенаселений і сильно забруднений.
Між громадами на різних островах існують численні родинні зв'язки та тісна комунікація. Традиційні свята урак-лавої використовують для подорожей на далекі острови, де вони мають можливість зустрітися з родичами.

## Чисельність
Чисельність урак-лавоїв за оцінкою, сформованою на основі даних з різних джерел для окремих островів 1998—2006 років, становить близько 6000 осіб. Вони зосереджені в 13 різних громадах, більшість має таїландське громадянство. В середині 1990-х років на острові Ланта жило близько 900 урак-лавоїв, у тому числі у селі Сангау в 1986 році мешкало 376 осіб (184 чоловіків та 192 жінок). Чисельність урак-лавоїв на архіпелазі Аданг оцінюється приблизно в 880 осіб (155 домогосподарств) у 2004 році, більшість із них живе на острові Ліпе.

## Мова
Говорять переважно рідною ураклавойською мовою (Basa Urak Lawoi’, Basa Lumoh Lawoi). Це австронезійська мова, тісно пов'язана з малайськими, серед яких зокрема джамбі-малайська (Jambi Malay), кедах-малайська (Kedah Malay), стандартна індонезійська (Standard Indonesian) і стандартна малайзійська (Standard Malaysian). За словником та фонетичною системою вона є близькою до малайської, лінгвістично її можна навіть уважати за діалект малайської.
Від стандартної малайської (малайзійської та індонезійської) її відрізняють спрощена граматика, непродуктивна афіксація, дифтонгізація голосних у кінцевих складах і запозичення майже з усіх мов, з якими вона перебувала або перебуває в контакті. Відстань, що відділяє ураклавойську мову від стандартної малайської, можна порівняти з такими діалектами як батавський (Betawi) або молуццький малайський (Moluccan Malay), але вона є не настільки глибокою, як між стандартною малайською та мовою мінангкабау, тим більше ачеською. В той же час носії стандартної малайської мови не можуть зрозуміти ураклавойську. Це пов'язано насамперед з певними регулярними звуковими змінами, що сталися протягом кількох останніх століть.
Через свою ізольовану історію ураклавойська мова в своїй основі описує та передає реальність, яка сильно відрізняється від того, з чим мають справу носії інших малайських мов, переважно жителі суходолу. З одного боку, вона зберегла архаїчні лінгвістичні елементи та уявлення про досучасну реальність, яку втратили інші малайські мови. З іншого боку, ураклавойська мова тепер відрізняється від споріднених мов і семантично, і метафізично, і гносеологічно. Як наслідок, близькість ураклавойської до інших малайських мов часто стає перешкодою для правильного її розуміння.
Ураклавойська — це мова мандрівного народу, вона завжди був мовою запозичень. Куди б не переїздили урак-лавої, вони контактували з різними культурами, які вже утвердилися в певній місцевості. Лексика та граматичні особливості ураклавойської мови містять багато запозичень із санскриту та інших індійських мов, стандартної малайської (малайзійської), англійської (безпосередньо або через малайську) та тайської мов. Сьогодні урак-лавої живуть осіло. У повсякденному житті людям потрібно дедалі більше слів, які необхідні для розуміння роботи поштових відомств, банків, державних установ, шкіл, дії законів, перебігу футбольних матчів, правил поводження в ресторанах тощо. Тому укралавойська мова вбирає дедалі більше тайських слів. Природна схильність до запозичень лише сприяє цим процесам.
Ураклавойська — це мова морського народу, який традиційно не мав доступу до науки та технологій; тому урак-лавої не можуть знайти визначення для кожного нового терміна своєю мовою. Таким чином, ураклавойська мова постійно отримує запозичення й постійно змінюється. Релігійна термінологія запозичується з малайської, технічні терміни — з англійської через малайську та тайську. Існує багато граматичних запозичень із тайської мови. Через нездатність ураклавойської мови описувати сучасний світ власними словами, додається дедалі більше запозичень, врешті вони можуть згодом становити більшу частину лексики.
Ураклавойська мова має 3 територіальні діалекти: південний (архіпелаг Аданг), центральний (острів Ланта) і північний (Пхукет та навколишні острови). Відмінності між ними невеликі, й усі діалекти є взаємно зрозумілими.
Ураклавойська мова не має укладеної граматики й власної письмової форми, використовується майже суто в усному спілкуванні. Існують лише окремі тексти ураклавойською, записані в кінці ХХ — на початку ХХІ ст. з використанням тайської абетки. До них слід додати переклади окремих розділів Біблії, зроблені християнськими місіонерами декількох конфесій, починаючи з 1980-х років; вони також використовують тайську абетку.
Грамотність серед урак-лавоїв стала поширюватись лише з часу їхнього переходу на осілість, коли їхні діти почали навчатись у державних школах. Освіта для урак-лавоїв доступна суто тайською мовою. Більшість ураклавойських учнів погано її розуміє, стандартною тайською вони розмовляють лише із вчителями. Вчителі, в свою чергу, не розуміють ураклавойську мову, вони часто насміхаються й критикують через це ураклавойських дітей.
Значна частина урак-лавоїв є двомовною, вони говорять ураклавойською та тайською. На острові Пхукет з його відомими туристичними курортами урак-лавої оточені комерційною тайською культурою, вони тут більше звикли до тайської мови. На островах Ліпе та Булон місцеві урак-лавої, навпаки, знаходиться далі від тайських міських центрів, тут поширенішою є малайська мова. Більшість урак-лавоїв острова Ліпе, здійснюють регулярні поїздки на малайзійський острів Лангкаві, тому, крім рідної та тайської, вони на різному рівні володіють також малайською мовою. На Пхукеті урак-лавої користуються південно-тайською, основною розмовною мовою в цій провінції, на островах Ланта і Ліпе — більше центрально-тайською (стандартною тайською) мовою, яка є мовою шкільного навчання.
Останнім часом набуває поширення також знання англійської мови, орієнтоване на обслуговування туристів.
Позиції ураклавойської мови все ще лишаються міцними. Спілкування в родині, в селі, з одноплемінниками відбувається рідною мовою. Але для збереження мови молодь має жити в рідних селах. Урак-лавої починають усвідомлювати, що для того, щоб вижити, вони повинні відправити своїх дітей до школи та університету. Там із них роблять «хороших тайців», що дотримуються загальнонаціональної культури. Багато молодих урак-лавоїв вже вважають за краще говорити між собою тайською, навіть коли вони перебувають за межами школи.
Ураклавойська культура зараз зосереджена переважно в середовищі старих людей, але їхній час минає. Люди молодого покоління живуть у двох світах: сучасному тайському та класичному ураклавойському. Молоді урак-лавої часто краще говорять тайською, ніж ураклавойською. Спостерігається поступовий процес витіснення ураклавойської мови тайською, швидкість якого є різною в різних районах. Так на півночі острова Ланта урак-лавої вже доволі сильно асимільовані тайцями. У селі Найрай молодь майже зовсім не користується ураклавойською мовою, навіть удома, хоча й розуміє її. У моноетнічному селі Сангау, що на півдні острова, навпаки, населення продовжує вдома спілкуватися ураклавойською. Звичайним є явище, коли більшість говорить на людях тайською, а вдома продовжує користуватися рідною мовою. На острові Ліпе ураклавойська мова все ще перебуває в активному використанні, але тиск з боку тайської мови є дуже сильним. Ураклавойська мова належить до числа таких, що перебувають під загрозою щезання.

## Вірування
За даними проєкту Joshua Project (2021) 98 % урак-лавоїв дотримувалися традиційних вірувань, 2 % — християни.
Відомо, що легендарний лідер урак-лавоїв Токірі був мусульманином і заохочував свою громаду жити за законами ісламу. Але мусульманство не отримало поширення серед урак-лавоїв, більше того, вони взагалі практично нічого не знають про цю релігію. У той же час, багато чоловіків старшого покоління мають мусульманські імена (Munah, Nimah, Aminah та ін.), це свідчить про те, що ці люди все-таки перебували під впливом ісламу. Певні сліди ісламських традицій можна знайти в релігійних ритуалах урак-лавоїв, але вони роблять деякі речі, які суперечать жорстким ісламським законам, наприклад вживають багато алкоголю.
Коли урак-лавоїв питають про їхнє віросповідання, вони часто називають себе буддистами, як і більшість тайців. Проте це лише данина процесу інтеграції в тайське суспільство, де панує буддизм гілки тхеравада. Щоб люди сприймали їх тайцями, урак-лавої прикидаються буддистами, але вони ніколи не відвідують буддійських храмів. Так, зокрема, на островах Аданг немає жодного буддійського храму чи монаха, жодних ознак формальної релігійної практики.
За час проживання в Таїланді лише невелика частина урак-лавоїв стала буддистами, ще менше — мусульманами або християнами. Починаючи з 1970-х років, серед урак-лавойських громад діють християнські місіонери декількох конфесій. Особливо активною їхня діяльність стала після катастрофічного цунамі в Андаманському морі в 2004 році. Місіонери проповідували християнство серед урак-лавоїв на островах Пхукет, Ланта, Ліпе. На Пхукеті на християнство навернулося багато людей, але стара релігія продовжує існувати. На островах Ліпе та Ланта християн небагато.
Абсолютна більшість урак-лавоїв продовжує дотримуватись старих анімістичних вірувань, săasànăa phĭı («релігія привидів», популярна в Таїланді назва анімізму). Старше покоління взагалі зневажливо ставиться до інших релігій і висловлює невдоволення тим, що місіонери навернули багато молоді на свої вірування. Таке ставлення обумовлене тим, що перехід до християнства, ісламу чи буддизму змінює стиль життя новонавернених; вони виявляють критичне, майже вороже ставлення до традиційної культури та традиційних цінностей народу.
Традиційна релігія урак-лавоїв — це анімізм у поєднанні з шаманською практикою. Ці люди поклоняються своїм предкам, зокрема легендарному Токірі, вірують у духів природи, духів-охоронців певних місць (пагорби, берегові лінії та інші навколишні фізичні об'єкти). Існує спільна назва для всіх цих духів — датук (Datuk, буквально «дід»). Біля острова Ланта є дві великі скелі, які виринають з моря під час відпливу, їх називають Датук-кетамбату (Datuk Ketam Batu, «дід кам'яний краб») і Датук-сакау (Datuk Sakka-u, «дід жало»). В усіх основних урак-лавойських селищах є святині, присвячені датукам. Для урак-лавоїв своїх духів мають також різні сили природи.
Урак-лавої не бачать різниці між вірою та переконаннями, віра для них є об'єктивною реальністю. Їх складно переконати, що справжній світ влаштований і діє інакше, ніж вони це собі уявляють. В анімістичній традиції народу духи-гату (Hatu) присутні скрізь, вони «живуть» у людях та інших істотах, у човнах, зброї та рибальському знарядді, в хатах та на пляжах, в морських глибинах, течіях та хвилях, вони проявляються в різних формах і мають різні ознаки.
Духам слід приділяти багато уваги, час від часу їх потрібно заспокоювати. Перед виходом у море духам пропонують листя бетеля, горіхи ареки та тютюн. Спеціальні магічні предмети мають запобігати приземленню духів на пляжі, а на морі духів слід задобрити невеликими жертвами жовтого рису. Співи та закликання риби до своїх сіток вважаються найкращим способом забезпечити гарний улов. Коли спускають на воду новий човен, жертвують липкий рис, курку та карі, щоб духи захищали човен та рибалок у морі. Перед початком будівництва хатини або тимчасового житла питають на це дозвіл у місцевого духа, пропонують йому ті самі бетель, ареку, тютюн. Після закінчення будівництва знову приносять жертви (жовтий липкий рис, курка, карі), щоб дух-охоронець хатини міг мирно в ній проживати.
Єдиною людиною, яка має право говорити з істотами зі світу духів є шаман, якого урак-лавої звуть томо (To’ Moh, To Maw). Томо є не священником, а посередником між людиною та духами. За сумісництвом шаман виконує й функції лікаря (знахаря). Обидві функції для урак-лавоїв є нероздільними, адже в усіх хворобах та нещасних випадках вони звинувачують надприродні сили. При лікуванні хвороб шамани користуються травами й заклинаннями. Провідною є роль томо при проведенні релігійних церемоній та обрядів.
Урак-лавої надзвичайно забобонні, вони бояться чорної магії й чаклунства. Проти злих духів, щоб запобігти нещастям, носять амулети, зазвичай білу бавовняну нитку, освячену шаманом. Таку нитку зав'язують навколо плеча, зап'ястя, шиї або талії. Вони вважають, що подих вітру або чхання принесе удачу тому, хто вийде в цей час в море. Людина, що сидить на сходах дому, коли інші йдуть рибалити, навпаки, може наврочити рибалкам. Падіння метеориту несе шкоду або невдачу. Свої хати урак-лавої ставлять фасадом на схід, це має сприяти щасливому життю їхніх майбутніх мешканців, легкому здобуванню засобів до існування. Найсприятливішим моментом для початку будівництва житла уважається період за молодика. Урак-лавої вірять також у силу приворотного зілля; щоб викликати кохання, використовують сльози дюгоня. Відразу після народження дитини пуповину закопують під хатою матері, а на третій-сьомий день після народження на піску спалюють дерево. Це, як вважають, дасть матері тепло, й вона зможе відновити своє здоров'я. Якщо діти дуже схожі на батьків тієї ж статі, це вважається поганою прикметою. Їх часто віддають на виховання іншим родичам, попри те, що в майбутньому дитина може змінити свою зовнішність.
Хребтом традиційної релігії урак-лавоїв є шанування предків, особливо Токірі. Він є для них водночас батьком-засновником і святим. Легенди про Токірі відомі кожному урак-лавою. Безумовно, він був історичною особою й помер порівняно недавно (1949 року). Його нащадки й досі живуть на острові Ліпе, ще донедавна жили люди, які знали його особисто. Тим не менше, за останні кілька десятиліть він став ще легендарнішим, ніж був за свого життя. Магічна сторона особистості Токірі для урак-лавоїв не підлягає сумніву. Легендарний лідер, на їхнє переконання, мав владу над погодою, морем і всім, що існує в ньому, він міг заспокоювати шторми, захистити людей від хижаків, співом та проханнями закликав рибу до сіток, міг знайти захищені місця, де люди могли б заховатись і вийти на берег під час бурі. Врешті він привів урак-лавоїв до місць їхнього сучасного розселення. Урак-лавої розповідають, що Токірі міг зупинити кулю, випущену піратами, міг їздити на акулі, закликати рибу до берега тощо.
Токірі був обожнений наступними поколіннями урак-лавоїв, став для них об'єктом релігійного поклоніння. Люди продовжують вірити в його магічну силу. Могила Токірі, розташована на північному боці острова Ліпе, є святим місцем для всіх урак-лавоїв. Вона позначена пам'ятною дошкою, над могилою споруджена колоритна хатинка для духів, в святині зберігається портрет Токірі. У більшості урак-лавойських сіл є власні святині, де зберігаються глиняні або дерев'яні фігурки Токірі. Вважається, що в цих фігурках живе дух Токірі. Як і Будді в храмах тайських буддистів, люди щодня приносять йому квіти та воду.
Традиційно урак-лавої мають великі кладовища на узбережжі. Померлих ховають у піску, щоб ті чули морські хвилі. Шанування предків займає важливе місце в житті народу. Урак-лавої доглядають за могилами предків краще, ніж за власною оселею, адже духи та предки забезпечують їм удачу на майбутнє. Існують спеціальні церемонії, коли урак-лавої запрошують на свято духів своїх померлих предків.

## Історія
Урак-лавої не мають літературної традиції, та й взагалі немає ніякої письмової інформації про їхню ранню історію. За наявними джерелами можна простежити історію народу лише на глибину до ста років, з моменту, коли вони прибули до Таїланду. У той же час, про походження та історію урак-лавоїв можна дізнатися шляхом аналізу їхньої усної традиції та порівняльного лінгвістичного дослідження, як це зробив Якоб де Грот (Jacob de Groot).
Центральне місце в усній традиції урак-лавоїв займає легенда про Токірі (To’ Kiri, рідше вживаються варіанти To’ Giri, Jae Kiri, To’ Hiri). Вона відома кожному урак-лавою, ці люди виховані на ній. Легенда забезпечує легітимацію й причину існування народу та мету їхньої присутності на землі. Вона записана на пам'ятній дошці, встановленій на кладовищі острова Ліпе, де похований Токірі. Її також вивчають учні початкової школи на цьому острові. Ця легенда тепер визнана як «офіційна історія» урак-лавоїв Таїланду. Хоча розповідь має варіанти, які різняться в деталях, всі вони сходяться на тому, що чотири-п'ять поколінь тому мусульманин з Ачеху Токірі привів урак-лавоїв на тайські острови в Андаманському морі; важливою під час цієї подорожі була зупинка в Гунунг-Джерай (Gunung Jerai) у Малайзії. Прибуття на тайські острови в Андаманському морі датується початком XX ст.
Існують також інші гіпотези походження урак-лавоїв. Є версія, що предки народу мігрували з басейну річки Янцзи в Китаї на південь вздовж річки Меконг і далі на Малаккський півострів та в Мьянму. Ця версія зараховує предків урак-лавойців до однієї з гілок даяків моря, які були першими австронезійськими мігрантами, що прийшли на Малаккський півострів і передували тут власне малайцям. Інша гіпотеза пов'язує урак-лавоїв з групою меланезійців, що ніби-то прибула з південної частини Тихого океану. Ряд дослідників виводить коріння урак-лавоїв від мокенів, інших морських кочовиків, що живуть в Андаманському морі, але далі на північ. Проте це твердження не знаходить підтримки в більшості спеціалістів. На території архіпелагу Ріау живуть ще інші морські кочівники — оранг-лаути (індонез. Orang Suku Laut). Однак порівняння їхніх мов свідчить про те, що вони нічим не пов'язані з урак-лавоями.
Аналіз історичних подій, що відбувалися в регіоні наприкінці XIX — на початку XX ст., свідчить про те, що переселення урак-лавоїв могло бути викликане жорстокою ачинсько-голландською війною 1873—1913 рр., в результаті якої голландці врешті приєднали розташований на північному краї острова Суматра султанат Ачех до своїх колоніальних володінь у Нідерландській Індії (сучасна Індонезія). Втеча з охопленого війною регіону виглядає достатньо логічним поясненням переселення. Проте ачинське походження урак-лавоїв викликає сумніви. По-перше, урак-лавойська мова відома численними запозиченнями з усіх мов, з якими вона стикалася протягом своєї історії, але вона не має жодних термінів ачеського походження. По-друге, активні контакти з ачинцями, однією з найпобожніших мусульманських етнічних груп в Індонезії, мали б спричинити ісламізацію урак-лавоїв, але мусульманська релігія практично не залишила слідів в їхній культурі. Навіть ім'я Токірі не є ачинським.
Ураклавойська належить до числа малайських мов, певною мірою її можна навіть уважати малайським діалектом. Розглядаючи запозичення в лексиці та граматиці ураклавойської мови, Якоб де Грот зробив спробу реконструкції історії ураклавойського народу. Запозичення в мові є специфічним фактором, який, у поєднані з порівняльною лінгвістикою та етимологією, дозволяє відслідкувати зовнішні контакти ізольованої групи в певний час, зокрема реконструювати багатолітню подорож урак-лавоїв з їхньої початкової батьківщини до тайських островів в Андаманському морі.
На цьому ґрунті Якоб де Грот зробив висновок про суматранське, хоча й не ачинське походження урак-лавоїв. Деякі запозичення із санскриту свідчать про те, що в далекому минулому, вони можливо перебували в контакті з індійською культурою. Ці запозичення є ранніми й нечисленними, вони були отримані напряму, а не через інші малайські мови, і вказують на прямий контакт з індіанізованою державою в часи, коли вона була головною політичною силою в регіоні. Ранні свідоцтва присутності індуїзму в Індонезії датуються IV ст. (Західна Ява), в VIII ст. індуїзм уже пустив міцне коріння й до XV ст. він мав потужний вплив як на Яві, так і на Суматрі. Урак-лавої, предків яких де Грот локалізує на східному узбережжі Суматри між Ачехом на півночі та Ріау на півдні, найімовірніше, контактували з морською буддійською (індіанізованою) державою Шривіджая, яка з VI до XIII ст. володіла Суматрою та більшою частиною Малайського півострова. Невідомо, чи тоді урак-лавої вже були морським народом, чи спочатку жили на суходолі. На островах, розташованих уздовж узбережжя Східної Суматри, й досі є осілі й напівосілі групи рибалок, які говорять діалектами малайської мови.
Ймовірно, на час ісламізації Індонезійського архіпелагу (XIII—XVI ст.) урак-лавої вже були окремим народом і мали більш або менш тісні контакти з іншими малайцями. Мусульманська релігія не дійшла до них. Про це свідчить не лише незначний вплив ісламу на життя сучасних урак-лавоїв, а й відсутність арабських та перських запозичень в ураклавойській мові. В Індонезії лише народи, які жили у віддалених районах до приходу португальців та голландців, ніколи не контактували з ісламом. Найімовірніше, до їх числа належать і урак-лавої. З огляду на всі лінгвістичні та історичні дані, можна визначити, що розкол між ураклавойською та іншими малайськими діалектами (включаючи стандартну малайську) стався в період між індіанізацією та ісламізацією західної частини архіпелагу, тобто в період між XIII та XVI ст. Коли в XIII ст. іслам почав поширюватись на Малайському півострові та островах Індонезійського архіпелагу, урак-лавої вже жили в своїх човнах у тісному зв'язку з морем.
У другій половині XIX та на початку ХХ століття урак-лавої кочували вздовж східного узбережжя Суматри, жили на своїх човнах та в тимчасових притулках на суходолі. Звідси вони перетнули Малаццьку протоку й опинилися в Британській Малайї. Легенда зберігає пам'ять про те, що урак-лавої зупинялися на деякий час біля підніжжя гори Гунунг-Джерай, інакше гора Кедах (англ. Kedah Peak), на північному заході Півострівної Малайзії, на північ від Пінангу. Це найвища вершина штату Кедах (1217 метрів над рівнем моря), розташована приблизно за 20 км від узбережжя; вона завжди була орієнтиром для мореплавців. Згідно ураклавойської традиції, саме в гірському районі Гунунг-Джерай знаходиться історична батьківщина народу. Хоча історія їхнього життя в Гунгунг-Джераї є частиною усної історії урак-лавоїв, немає жодних історичних доказів для обґрунтування цього факту; в Малайзії зараз немає поселень урак-лавоїв. Але на підтримку можливого перебування народу в Британській Малайї свідчить наявність в ураклавойській мові нових малайських та англійських (через малайську мову) запозичень.
Відстань від мілководної прибережної зони Суматри до узбережжя Малайського півострова іноді становить лише 37 км, це легка подорож для декількох людей у маленькому човні, земля постійно перебуватиме у них в полі зору. Для урак-лавоїв, моряків з дідів-прадідів, які з районів свого сучасного проживання багато разів долали відстань до Індонезії, Бірми та навіть Індії, така подорож не є значною. Андаманське море та Малаццька протока не є особливо небезпечною або бурхливою зоною, але легенда багато говорить про героїчний шлях урак-лавоїв через протоку, про магічні сили Токірі, які допомогли їм здійснити цю подорож.
Мало відомо й про те, як урак-лавої опинилися в Таїланді. Ймовірно, спочатку вони приїздили на різні острови на промисли, засновували там тимчасові поселення й залишалися у сприятливий сезон, а коли улови зменшувались, пливли далі. Певний час урак-лавої жили на острові Лангкаві біля узбережжя Кедаху. Їх асоціюють з народом оранг-лаут-капір. Після захоплення острова малайцями урак-лавоїв спробували навернути на іслам, але безрезультатно, ті втекли далі на північ, зупинялися на острові Булон, а потім залишилися на острові Ланта. Певна частина народу, можливо, залишилася на Лангкаві й, мабуть, все-таки прийняла іслам; урак-лавої з острова Ліпе в архіпелазі Аданг говорять, що мають родичів на Лангкаві.
На самому початку XX ст. урак-лавої з'явилися на островах, розташованих уздовж тайського узбережжя. Тут вони знайшли незаймані й мало населені острови. Спочатку урак-лавої оселилися на південних островах Тарутао, Ліпе, Аданг, Раві, згодом рушили далі на північ до островів Ланта, Лібонг і Пхукет. На острові Пхукет з другої чверті XIX ст. вже були присутні тайські чиновники, а ще з першої половини XIX ст. на місцевих олов'яних копальнях працювали китайці, проте значна частина острова ще не була заселена. На острові Ланта були поселення, жителі яких займалися випалюванням деревного вугілля, а також села малайських рибалок. На інших островах урак-лавої були першими поселенцями. Багато урак-лавоїв уважають острів Ланта своєю новою батьківщиною. Говорять, що вони прибули сюди ще 500 років тому. За легендою, тут залишилися жити супутники Токірі, але сам він, хоча й узяв собі за дружину жінку з острова Ланта, переселився на острів Ліпе в архіпелазі Аданг. Разом із ним туди прийшло й багато урак-лавоїв. Сталося це в 2452-й рік буддійської ери (1909 р. після Р. Х.). Прямі нащадки Токірі й досі живуть на острові Ліпе.
Урак-лавої мали деякий вплив на історію тайської держави на початку XX століття. Токірі перебував у близьких стосунках з губернатором тайської області Сатун за правління короля Рами V. Він прийняв тайське підданство й узяв активну участь у колонізації урак-лавоями архіпелагу Аданг, центром колонії став острів Ліпе. Ця акція мала політичне значення, факт присутності на архіпелазі Аданг тайських громадян став визначальним у демаркації 1909 р. британсько-тайського кордону. Він завадив планам Великої Британії захопити територією, яка лежала між їхніми колоніальними володіннями в Бірмі та Малаї. Після Першої світової війни, під час якої Таїланд вибрав сторону союзників, британська загроза щезла. Урак-лавоям дали спокій, й вони продовжували вільно мандрувати водами Андаманського моря. Урак-лавой здійснювали й довгі морські подорожі, зокрема до архіпелагу Мергуй і далі в бірманські води, підтримували контакти з бірманськими торговцями.
Віддалені острови не були зайняті іншими людьми до 1937 року, коли на Тарутао була заснована виправна колонія. Вона проіснувала до 1946 року. Через неї пройшло понад 3000 в'язнів, які відбували покарання за серйозні злочини, були серед них і високопоставлені політичні в'язні з тривалими термінами ув'язнення. Урак-лавоїв з Тарутао переселили на острів Ліпе. 1938 року острови Тарутао та Аданг офіційно потрапили під юрисдикцію провінції Сатун, а їхні переважно кочові мешканці були визнані громадянами тайського королівства. З цього часу зовнішні контакти урак-лавоїв мали майже суто тайське спрямування. Торгівля здійснювалась через тайців або місцевих китайців.
У роки Другої світової війни, втікаючи від японських окупантів, які почали забирати місцеву молодь до своєї армії, з островів, розташованих ближче до материка, на архіпелаг Аданг прибули нові групи урак-лавоїв. Під час війни архіпелаг Тарутао був відірваний від материка. Охоронці та в'язні взяли владу в свої руки й зайнялися піратством. Вони займалися грабунком кораблів, що проходили Малаккською протокою. Пірати Тарутао затопили майже 130 суден, загинули всі, хто був на їхньому борту. З урак-лавоями пірати не конфліктували. Лише 1946 року пірати були знищені силами британського флоту. З 1946 по 1974 рік Тарутао був безлюдним островом, що перебував під управлінням Департаменту виправних установ.
Після Другої світової війни та проголошення незалежності більшістю країн Південно-Східної Азії контроль та захист національних кордонів стали ефективнішими. Це напряму вдарило по кочовому способу життя урак-лавоїв. Довгі подорожі відкритим морем стали рідкісними. Порушення бірманських територіальних вод без реєстрації або сплати мита іноді закінчувались для урак-лавоїв в'язницею. Реальний поділ територіальних вод пришвидшив перехід урак-лавоїв на осілість, що розпочався наприкінці 1940-х рр. і продовжився в 1950-ті рр. Іншими факторами, що стимулювали цей процес були зростання населення та розширення ринкової економіки. Урак-лавої стали селитися на постійно в місцях, які досі були для них лише тимчасовою домівкою. Села розташовувались на узбережжі островів, звідси людям зручно було здійснювати експедиції на промисли. Водночас урак-лавої мали тимчасові притулки на незаселених островах, які вони використовували під час своїх експедицій. 1949 року помер легендарний лідер урак-лавоїв Токірі.
Приблизно в цей час острови поступово стали заселяти тайці. Разом із ними прийшли й земельні закони. Протягом наступних десятиліть урак-лавої стають частиною тайської держави, ними почали керувати тайські чиновники. Водночас розпочалася й таїфікація урак-лавоїв, як примусова, так і добровільна. Громаду на острові Ліпе після смерті Токірі очолив камнан Джонг (Kamnan Jong), таєць, що прибув на острів як торговий посередник й одружився з дочкою Токірі. В 1950-х роках на острові Ланта урак-лавої почали ходити в тайські школи, навіть стали вкладатися окремі тайсько-ураклавойські мішані шлюби. Урак-лавої поступово ставали тайськими громадянами.
Знаковими для ураклавойської громади стали відвідини королеви-матері Синакхаринтхри (мати короля Пуміпона) на початку 1960-х років. Королева-мати надала їм тайське громадянство, а також права на землю. Під патронатом королеви-матері та короля Пуміпона в ті дні були збудовані школа й центр первинної медичної допомоги, які діють і досі.
Після закінчення В'єтнамської війни розпочався розвиток Таїланду як міжнародного туристичного напрямку. Протягом 1972—1974 рр. архіпелаги Тарутао і Аданг були перетворені на територію Національного морського парку Тарутао (англ. Tarutao National Marine Park). Це найбільший морський національний парк країни. Інтереси місцевого ураклавойського населення не бралися до уваги. Майже всі села та тимчасові притулки на архіпелазі Аданг були ліквідовані, а їхні жителі переселені на невеличкий острів Ліпе. Нові поселення часто розташовувались далеко від берега й виявилися незручним для урак-лавоїв. Ураклавойські традиції були визнані шкідливими для навколишнього середовища. Рибальство з використанням динаміту та практика тривалих промислових подорожей (багад) були заборонені. Ділянки промислів, розташовані на території національного парку, також були закриті для місцевих жителів. Однак бажаного результату не було досягнуто. Тепер діяльність урак-лавої зосереджувалась навколо острова Ліпе й місцеві ресурси стали швидко виснажуватись.
Тайські чиновники зловживали владою, вони часто без причини могли заарештовувати урак-лавоїв, конфісковували улов рибалок, примушували працювати на тайських рибалок або чиновників. Стосунки між урак-лавоями та владою ніколи не були гарними, а тепер ще погіршали. Постійно виникали конфлікти, активну участь у них приймав камнан Джонг, який організував групу місцевих піратів. 1976 року від рук піратів загинув один із чиновників парку, в 1980-х роках втратили життя ще п'ять чиновників. 1985 року камнан Джонг розпочав жорстку кампанію проти урак-лавойського багаду.
Острови Тарутао та Аданг були визнані урядом Таїланду привабливими для туризму. Як результат, у 1980-х роках острів Ліпе перетворився на територію масового відпочинку, у великій кількості тут виростали курорти й пляжні готелі, місцеві землі та ресурси були заборонені для використання. Наступником камнан Джонга 1985 року став пхуяй Чай (Phûu Yài Chai), родом із Накхонпатхома (передмістя Бангкока), який одружився з дочкою камнан Джонга. Він був власником найбільшого туристичного курорту на Ліпе й великим закупівельником свіжих морепродуктів в ураклавойських рибалок. Головним для нього були власні бізнесові інтереси та прибуток, але разом із тим він відстоював інтереси ураклавойської громади й багато зробив для розвитку острова Ліпе.
1986 року королівським указом урак-лавої отримали прізвища, ця процедура проходила під контролем королеви-матері. Більшість людей на архіпелазі Аданг тепер звуться Гантале (Hantalee, Hăanthálee, Hantalay, Harntalee, тай. หาญทะเล), що значить «хоробрий на морі», жителі острова Пхукет отримали прізвище Прамонгкіт (Pramongkit, «рибалка»), а острова Ланта — Талелук (Taleeluk, «глибоке море») та Чангнам (Changnam, «водяний слон»). Таким чином урак-лавої офіційно стали громадянами Таїланду з усіма правами й обов'язками, які з цього випливають. Точніше, це був крок до того, щоб вони стали таймай, «новими тайцями», як уряд Таїланду називає національні меншини країни.
1990 р. був заснований інший національний парк — Ланта (Mu Ko Lanta National Park). Він включає крайній південь острова Ланта-Яй та ще п'ятнадцять малих островів, розташованих неподалік. Ураклавойських поселень тут немає. Перші курорти на острові Ланта місцеві китайці почали створювати на початку 1990-х років, згодом цією справою зайнялися також тайські мусульмани (малайці). Після побудови дороги й поромного сполучення 1996 року острів став доступнішим, і темпи розвитку туризму значно зросли. До місцевих інвесторів додались великі туристичні компанії, серед них і західні. Наприкінці 1990-х років на острові Ланта з'явилася електрика, 2000 року була створена телефонна мережа. У квітні 2004 р. на острові вже було 150—170 курортів.
Швидкий розвиток туризму суттєво вплинув на урак-лавоїв, докорінним чином змінив їхній спосіб життя, прискорив процеси модернізації. Туристичні компанії, скориставшись необізнаністю місцевих жителів в юридичних питаннях, захопили кращі території. Урак-лавої перетворилися на маргіналізований прошарок суспільства на землях своїх предків, які в минулому були суто їхньою домівкою. Щезло багато старих селищ на архіпелазі Аданг, лише великі плодові дерева, переважно кокосові пальми, нагадують про їхнє колишнє існування. Урак-лавої тепер не мають свободи пересування, їхні фактичні рибальські угіддя різко зменшилися, а традиційні промислові мандрівки були заборонені, ними тепер керують тайці, які не розуміються на потребах місцевих рибалок. Водночас потужні риболовецькі компанії відверто ігнорують всі правила, встановлені національним парком, їхні судна регулярно відвідують південну частину Андаманського моря для рибного промислу. Великі кораблі також зупиняються в спокійних водах архіпелагу Аданг, щоб очистити свої корпуси та нутрощі, залишаючи після себе нафту, бруд і сміття.
Урак-лавої дуже мало отримали від розвитку туризму на острові Ліпе. Власники готелів та ресторанів наймають тайський персонал. Адміністрацію парку також не цікавлять урак-лавої як потенційні працівники. На Ланті, Пхукеті та інших островах ситуація є трохи кращою. Зокрема на Пхукеті місцева влада докладає зусиль, щоб інтегрувати урак-лавоїв в основне суспільство Південного Таїланду. Здійснюються й заходи до збереження культурної спадщини урак-лавоїв, спонсорується проведення традиційної церемонії плачак.
1986 року острів Ліпе відвідала принцеса-мати Срінагаріндра (Srinagarindra, тай. ศรีนครินทรา), мати королів Магідола та Пуміпона. Вона урочисто відкрила біля старого кладовища на північному пляжі острова меморіальну дошку, присвячену легендарному лідерові урак-лавоїв Токірі. Того ж року урак-лавої отримали село Сангау на острові Ланта, після цієї події багато людей переселилося до цього села.
Урак-лавої сильно постраждали під час цунамі 2004 р., але практично ніхто з них не загинув. Уряд скористався нагодою й поставив їм хати у внутрішніх районах, спонукаючи виселення урак-лавоїв з узбережжя. З іншого боку, про існування «морських циган», досі практично нікому невідомих, довідалися в усьому світі. Від зовнішнього світу для них надійшла матеріальна допомога й допомога харчами. Фонд Chumchon Thai Foundation, за фінансової підтримки ПРООН, займався відновленням житла й господарства урак-лавоїв, намагаючись зупинити їхнє переселення у внутрішні райони. Головною метою проєкту є збереження культурної самобутності урак-лавоїв острова Ланта. В північній частині острова планувалося в 2006 році відкрити етнографічний музей, де молоде покоління урак-лавоїв мало б можливість знайомитись з рідною культурою. Неурядова організація Project Urak Lawoi надає спеціальні стипендії ураклавойським школярам, допомагає дорослим опановувати професію дайвера, яка відкриває їм шлях до практичного використання своїх традиційних навичок у галузі туризму. У цей же час серед урак-лавоїв розпочали свою діяльність християнські місіонери.

## Господарство

### Традиційний господарський комплекс
Урак-лавої — морський народ, основу їхньої економіки становлять риболовля та збирання морепродуктів (ракоподібні, молюски, трепанги тощо). Майже 100 % їжі вони отримують з моря. Традиційно урак-лавої дуже мало знали про життя суші, яке для них обмежувалось вузькими ділянками пляжу, де вони обробляли рибу, та окремими фруктовими деревами поблизу поселень.
Протягом декількох століть ці морські кочівники жили винятково на своїх човнах та в тимчасових притулках на пляжах ізольованих островів, і до початку XX ст. вони не контролювалися жодним урядом. Розселившись на островах Андаманського моря, урак-лавої заснували постійні поселення на узбережжі. Вони більше не живуть у човнах, у море вирушають лише на промисли, й цих людей більше не можна називати морськими кочовиками.
Традиційно урак-лавої, здійснюючи сезонні міграції між своїми островами, отримували всі засоби до існування. Їхнім основним заняттям було рибальство, а рибальські майданчики в Андаманському морі так само мінливі, як і сезони. Кочовий спосіб господарювання дозволяв оптимізувати використання природних ресурсів, пристосуватися до сезонних змін їхньої продуктивності.
Рік на півдні Таїланду поділяється на два сезони: вологий та сухий. Сухий сезон триває з листопада по квітень, вітер дує зі сходу або з півночі. Кількість риби та інших морепродуктів біля островів різко зменшується. Традиційно в цей сезон урак-лавої цілими сім'ями вирушали на промисли, в багад (bagad) по-місцевому. Вони подорожували островами Андаманського моря, відвідуючи різні місця, багаті на рибу та інші морепродукти, влаштовували стоянки в зручних місцях на узбережжі, де знаходили захист від хвиль та вітру, де були джерела прісної води. На пляжах ставили тимчасове житло, навколо ловили рибу, збирали морепродукти. Існували популярні місця багаду.
Урак-лавої могли подорожувати на великі відстані й були чудовими навігаторами. Інтуїтивно ці люди відчувають погоду, можуть пройти до островів, яких не видно на горизонті. Промисли могли тривати від декількох днів до декількох місяців, залежно від відстані від дому, погоди та наявних морепродуктів. Урак-лавої іноді здійснювали довгі морські подорожі, зокрема до узбережжя Індонезії або архіпелагу Мергуй і далі в бірманські води. В кінці сезону поверталися до своїх постійних поселень.
У кінці квітня — травні починається вологий сезон (сезон мусонів), вітер міняє напрямок зі сходу на захід та з півночі на південь; сезон триває до жовтня. Весь час сильно дощить; море стає бурхливим, хвилі можуть сягати висоти від 3 до 4 метрів, в цей час важко подорожувати човном або ловити рибу. Під час сезону мусонів рибалки залишалися поблизу своїх сіл і рибалили біля острова, на якому жили. Це сприятливий час для лову пастками й риболовлі на гачок з волосінню. Харчів достатньою біля берега. Протягом вологого сезону люди здійснювали капітальний ремонт своїх човнів та хат, майстрували сітки й пастки, а також торгували з сусідніми громадами.
Господарство було переважно натуральним. Багатство місцевих природних ресурсів допомагало урак-лавоям виживати без зовнішньої підтримки. В минулому харчові продукти або інструменти не завозились взагалі, все вироблялося всередині громади. Торгівля була незначною, морепродукти вимінювали на рис, часник, цибулю, перець чилі та інші необхідні продукти. Торгували переважно з місцевими китайцями та малайцями на базарах Перлісу та Лангкаві в Малайзії, прибережних островів в провінціях Сатун та Транг у Південному Таїланді. Подорож човном на материк і назад могла тривати тиждень, тому продукти для зберігання попередньо засолювали або сушили.
Урак-лавої розробили стратегію прожиткового мінімуму. Господарська діяльність водночас була для них прогулянкою й не вимагала особливої й напруженої праці. Люди орієнтувалися на добові потреби, ніколи надмірно не експлуатували будь-яку територію чи ресурс. Вони щодня збирали продукти, й майже все, що було здобуто протягом дня, увечері з'їдали, запасів на майбутнє зазвичай не робили. Урак-лавої брали у природи тільки те, що потребували. Молоду та неїстівну рибу чи тварин відпускали назад, таким чином зберігаючи екосистему. Такий спосіб господарювання дозволяв максимально ефективно використовувати природну екосистему, не завдавав жодної шкоди навколишньому середовищу. Природа легко відтворювала втрачені ресурси, й люди не відчували їхньої нестачі.
У специфічних галузях, пов'язаних з успішним проведенням промислових експедицій, традиційні знання урак-лавоїв є дуже глибокими. Вони володіють надзвичайно чіткою й детальною інформацією про припливи, течії, місячні цикли, місцеві вітри та характер хвиль, а також сезонні зміни. Урак-лавої називають шість видів вітрів на додаток до стандартних північно-східного та південно-західного вітрів, кожен із яких має свої унікальні характеристики та вплив на море, подорожі й риболовлю. Завдяки спостереженням і практиці вони вивчили звички місцевих видів морської фауни та способи найкращого їх використання. Підводний світ не має для них секретів, і все під водою має свою функцію та свою назву. Ураклавойська мова містить більше 20 назв для різних видів морських огірків (трепангів), які можна їсти або використовувати як ліки. Вони розрізняють щонайменше 6 різних видів їстівних гігантських молюсків, хоча вчені виявили їх лише три види в цьому районі.

### Рибальство
Головним заняттям урак-лавоїв було й лишається рибальство. Попри те, що протягом останніх десятиліть дедалі більше людей знаходить собі роботу в індустрії туризму, більшість домогосподарств все ще залежать від риболовлі.
Традиційне рибальство було незначним за обсягом, засноване на місцевих знаннях та навичках, використовувало доступні місцеві матеріали. Велося воно, головним чином, на коралових рифах. Морських ресурсів було вдосталь і для їхнього вилову вистачало простого знаряддя: спис, волосінь з гачком, бамбукові пастки. Розмір улову залежав від багатьох чинників, серед яких, на думку урак-лавоїв, надприродне й неконтрольоване сприяння духів.
Сезон мусонів вважається більш сприятливим для рибальства, риби в цей час буває дуже багато прямо біля берега. Попри сильні вітри та течії, рибалки відразу визначають місця, де є риба. Вони орієнтуються, зокрема, на зграї морських птахів, що висять над морем. Рибу в сезон мусонів ловлять переважно на гачок з волосінню. Це один з найстаріших методів риболовлі. Він широко практикується й зараз місцевими чоловіками будь-якого віку, а іноді й жінками. Ловлять на наживку як вдень, так і вночі. Удень в такий спосіб ловлять головним чином скумбрію, а ще ставриду, баракуду, тунця, вночі — групера, імператора і снепера. Коли скумбрії багато (зазвичай у вересні-жовтні), на неї виходять не тільки вдень, а й увечері або вночі, якщо достатньо яскраво світить місяць. Коли скумбрія ловиться, ловля риби на гачок з волосінню є для ураклавойських рибалок справжньою забавою, вони влаштовують між собою змагання, хто більше зловить риби. Наживку вибирають залежно від виду риби. Це може бути дрібна жива риба або тушки чи їхні шматочки. Для лову кальмарів та каракатиць використовується штучна наживка.
Протягом сухого сезону сім'ї вирушають в подорож подалі від своєї домівки, до районів, багатших на рибу. Сухий сезон добре підходить для лову риби пастками. Ураклавойські пастки мають напівциліндричну форму, щоб вони залишалися на місці, всередину кладуть каміння, яке збирають на місці, або ж прив'язують до скель. Пастки ставлять на схилах коралових рифів на глибині 5-20 метрів. Це зручна глибина для ураклавойських пірнальників. Пастку ставлять удвох, процес її встановлення займає приблизно 10-15 хвилин. Усередину пастки кладуть приманку, наприклад, свинину. Пастка зливається з навколишнім середовищем, її надовго залишають на дні, лише іноді поправляють, трохи переставляючи або змінюючи кут нахилу. В пастки ловиться будь-яка риба, що водиться біля дна, при цьому дрібна риба вільно пропливає через отвори, а велика залишається. Пастки спорожнюють кожні 4-5 днів. Урак-лавої добре пам'ятають, де стоять їхні пастки й ніяк не помічають ці місця.
Раніше пастки (ураклавойською бубу, bubu) виготовляли з ротанґа та бамбука, міцних, гнучких і легко доступних матеріалів. Сьогодні урак-лавої виготовляють пастки з ротанґа в поєднанні з пластиком та сталевим дротом. Середня пастка, яка використовується на глибині від 10 до 20 метрів, має розміри близько 250 см завдовжки, 170 см завширшки і 100 см заввишки. Ці розміри дозволяють справлятися з пасткою силами команди одного човна. Великі пастки, що використовуються на більшій глибині, можуть становити 310 см завдовжки, 230 см завширшки і 130 см заввишки. Для їхнього використання потрібна сила рибалок з кількох човнів. У ці глибоководні пастки потрапляє цінніша велика риба й більше риби одного виду (групер, снепер), але місця встановлення таких пасток розташовані далі, а саме встановлення пов'язане з ризиком глибокого пірнання. Протягом дня, під час одного спостереження, рибалки спорожнили 14 пасток, 8 з них до обіду.
Пастка служить кілька місяців, після чого розкладається біологічним шляхом. У дні, коли рибалки не виходять у море й проводять час не березі, вони споруджують нові пастки; 2-3 чоловіки виконують таку роботу протягом 1-3 днів. Іноді жінки та діти допомагають плести сітки. Пастки лишаються одним з небагатьох методів рибальства, які урак-лавоям дозволяється використовувати, як і раніше. Вплив пастки на навколишнє середовища практично дорівнює нулю. Пастка не завдає шкоди природі, адже зроблена із дерева. Використання цього знаряддя скоріше загрожує здоров'ю самих ловців, ніж морській природі. Місцеві пірнальники не користуються ніяким спорядженням, що робить цю професію однією з найнебезпечніших у світі.
Певний час пастками не користувалися, але після заборони в середині 1990-х років незаконних методів лову за сприяння влади вони були відновлені. Пастки ставлять навколо скель і коралових рифів недалеко від берега. В такий спосіб ураклавойські рибалки добувають лише свого 10 % улову. Вони можуть витягати понад 40 пасток на день, з кожної отримують по кількасот кілограмів риби, але це за умови, якщо ті повні, а таке буває нечасто. За оцінками, на архіпелазі Аданг пастками виловлюють щонайменше 620 тонн риби на рік.
За допомогою списів полювали переважно черепах, окрім того, велику рибу, каракатиць. Зазвичай спис кидали з човна або з берега, але полювали за допомогою цього знаряддя й під водою. Залежно від призначення, списи мали різну конструкцію: спис для черепах мав гачок з мотузкою, спис для риби — три шипи й був без мотузки. При полюванні під водою вдягали ручної роботи окуляри в дерев'яній оправі.
У 1950-1960-х рр. у тайській частині Андаманського моря розпочався промисловий вилов риби великими риболовецькими суднами, оснащеними сучасним обладнанням. Сторонні рибалки використовували довгі сітки та динаміт. Їхні траулери були оснащені радіолокаційним та звуковим устаткуванням для визначення розташування скупчень риби, потужними електричними генераторами для живлення прожекторів уночі для лову кальмарів і пелагічної риби. Урак-лавої зі своїми пастками та ловлею риби на гачок були нездатні конкурувати з ними. Вони змушені були пристосовуватись до нових умов. Починаючи з 1950-х років, багато урак-лавоїв почали працювати на токеїв (торгових посередників). Тепер урак-лавої ловлять більшість риби на продаж, а не заради їжі. Люди концентрують свої зусилля на вилові комерційно цінних видів риб. Види та кількість риби, яку слід виловити диктує ринок, при цьому урак-лавої отримують відповідні завдання від токея.

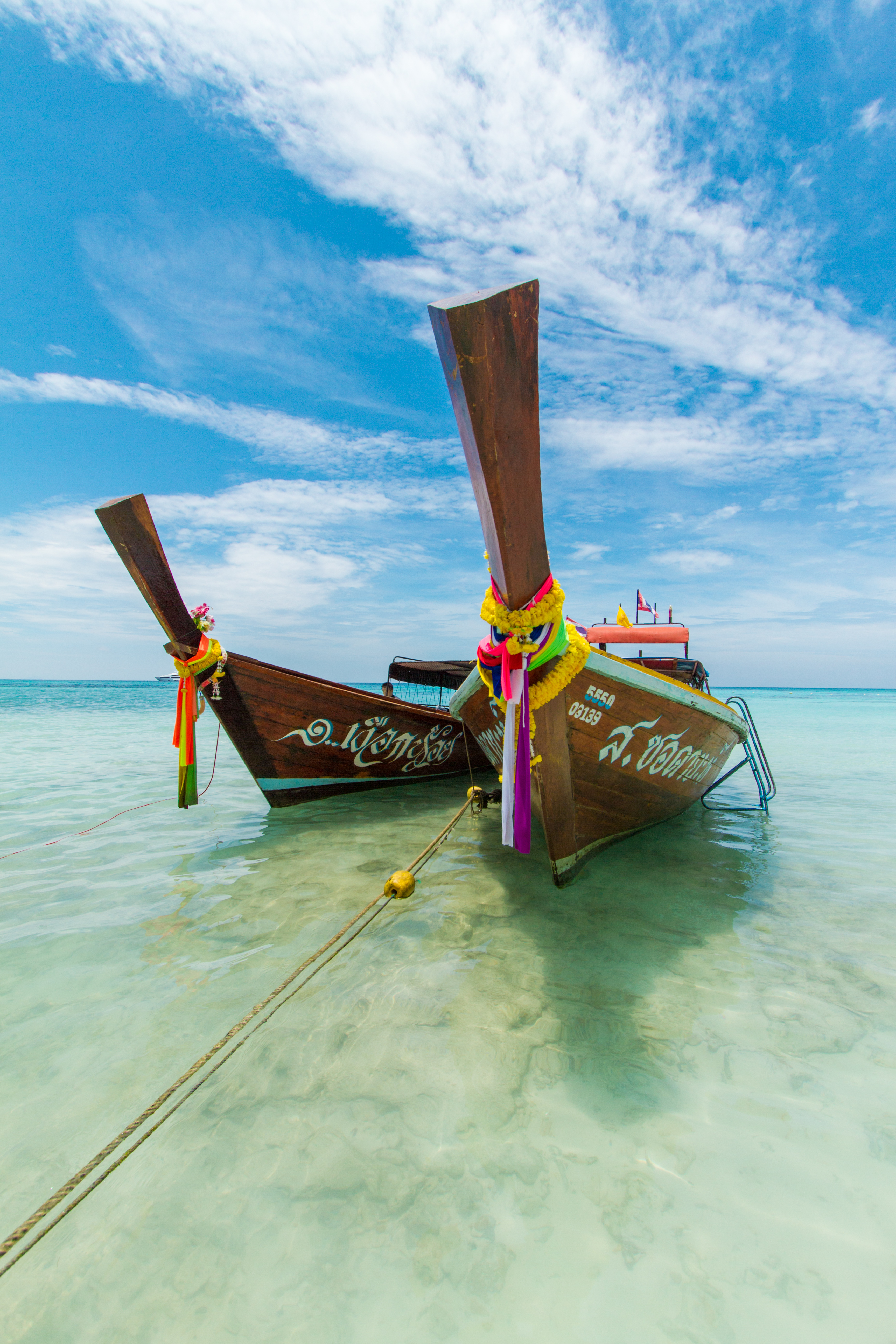
Ураклавойські «довгоховсті» човни.

Неефективні традиційні методи, такі як використання списів, більше не використовуються, крім випадкового здобування черепах з борту човна. Токеї стали вкладати гроші в галузь і впроваджувати нові методи лову риби, що за продуктивністю значно переважали традиційні. Набули поширення «довгохвості» моторні човни та устаткування для подачі повітря на глибину: на борту стояв компресор, який через шланг закачував повітря до маски для дайвінгу на голові пірнальника.
В 1960-ті роки урак-лавої запозичили метод лову риби з використанням динаміту. Це було зручно й швидко, приносило великі здобутки. У 1980-х роках вибухи було поширеним і звичним явищем. Виходили в море великим човном, до якого прив'язували невеличкий гребний човен. З малого човна скидали динаміт, а через деякий час шукали рибу. Вибухівку закладали пірнальники, використовуючи повітря від бортового компресора. Робота з динамітом була небезпечною. Додаткову небезпеку становили акули, яких приваблював запах крові під час збирання риби. На початку 1990-х років цей ризиковий метод був заборонений.
Протягом 1960-1970-х років урак-лавої використовували величезні пастки з ротанґа завдовжки 12 метрів, завширшки 7 метрів і понад 2 метри заввишки. Розвантажувати їх було потрібно краном. Використання таких конструкцій виявилось нерентабельним, і йому на зміну прийшли інші методи ловлі, зокрема динаміт та сітки з приводом. В період з 1950-х по 1980-х років токеї запровадили модернізований спосіб лову на гачок з волосінню. Стали використовувати ярусний спосіб лову з наживкою або без неї на доріжки, довжина яких могла сягати 2000 метрів, вони мали сотні гачків. Довгі доріжки потребували кропіткої роботи з ними, кожен гачок слід було гострити окремо. Згодом цей метод рибальства перестав використовуватись.
Високі прибутки спонукали урак-лавоїв з архіпелагу Аданг вирушати в далекі плавання на великих човнах з аквалангами та динамітом до північної частини Андаманського моря, Сіамської затоки та у територіальні води М'янми та Індії. У 1970-х і 1980-х роках майже сотня урак-лавоїв працювали на токеїв у провінції Ранонг, що біля кордону із М'янмою, й мешкали там у спеціально зведених для них будинках. Робота була пов'язана з ризиками глибокого пірнання, атаками з боку акул, можливого арешту через незаконне вторгнення в чужі територіальні води. Були й ув'язнені поліцією Індії або М'янми, постраждалі від декомпресії, менше було загиблих від вибухів динаміту.
1977 року на архіпелазі Аданг став застосовуватись вилов риби з моторних човнів за допомогою сіток. Він набув особливої популярності в середині 1990-х років, після заборони використання динаміту. 1994 р. цим способом користувалося 60 % урак-лавоїв. Для порівняння традиційні методи використовували лише 20 % рибалок: 10 % користувалися пастками, 5 % ловили рибу на волосінь з гачками, ще 5 % займалося пірнанням за молюсками. Зазвичай сітки ставили біля коралових рифів або серед скель. Вилов риби вели на глибинах 10-20 метрів. Участь приймала група з 9-12 рибалок. Пірнальники чіпляли грузила до низу сітки. Рибу заганяли ударами металевих прутків один об одного або об підводні скелі чи рифи. Встановивши сітку, рибалки виливали в море трохи рисової горілки, як жертву духам, а тоді відпочивали, купалися в морі й насолоджувались життям — така робота була їм до вподоби.
Вилов риби сітками завдавав шкоди кораловим рифам і був заборонений у 1990-ті рр., але урак-лавойські рибалки продовжували потайки використовувати його, особливо в сезон мусонів, коли працівників правоохоронних органів та відвідувачів буває мало. У сухий сезон 2004—2005 рр. лов сітками з човнів був відновлений, дозвіл був отриманий, щоб поліпшити матеріальне становище урак-лавоїв, що постраждали під час цунамі в Індійському океані.
Існує й інший спосіб використання сіток: їх ставлять недалеко від берега поночі, між 7-ю і 12-ю годинами, в розрахунку на морську рибу, що приноситься припливом. Працює кілька рибалок.
Попри потужну зовнішню конкуренцію, 80 % урак-лавоїв продовжують жити за рахунок рибальства.

### Туристична галузь
Із розвитком туризму дедалі більше урак-лавоїв знаходить собі роботу в цій галузі, тут вони мають можливість отримати додатковий дохід. У туризм йде переважно ураклавойська молодь, принаймні половина ураклавойської робочої сили в туризмі складається з підлітків. Урак-лавої не приймають участі в управлінні курортами. Більшість готелів і ресторанів належить тайцям, і вони наймають на роботу переважно тайський персонал. Залучаються й заробітчани з північних регіонів країни. Урак-лавої зазвичай наймаються на некваліфіковані роботи з низькою заробітною платою. Найбільше ураклавойська молодь цінує роботу гідів. Є дуже мало тайців які добре знають місцеві води, й вони не можуть скласти конкуренції місцевим. Чоловіки зводять бунгало, працюють інструкторами з дайвінгу, а ще човнярами, керуючи своїми «довгохвостими човнами» на щоденних екскурсіях. Неодружені й бездітні жінки працюють прибиральницями, покоївками, офіціантками та кухарками на курортах і в ресторанах.
«Первісний рай» виявився надзвичайно цікавим для західних туристів. Самі урак-лавої стали для них своєрідним живим експонатом. Туристичні компанії фактично продають корінних мешканців з їхніми традиційними церемоніями як екзотичний об'єкт. Метою є показати мальовничих «шляхетних дикунів» з примітивним способом життя, своєрідний релікт серед розвиненого сучасного світу. При цьому вимоги чистоти традицій поступаються вимогам екзотики. Так у ресторані на острові Ліпе традиційна музика та танці ронг-нгенг на догоду туристам модифікувалися під впливом народної гавайської музики. Ще спеціально для туристів під час екскурсій влаштовують показове використання списів для лову риби.
Деякі з урак-лавоїв спробували започаткувати свій власний туристичний бізнес, але їм бракує для цього знань, капіталу та доступу до привабливих земель, що позбавляє їх можливостей отримувати належні економічні вигоди.
Доходи, що отримують урак-лавої в галузі туризму, відносно високі в порівнянні з тим, що можна отримати від риболовлі. Але це сезонна робота (туристичний сезон триває лише близько п'яти місяців), і галузь виявилася нестабільною й непередбачуваною. Негативними чинниками, що вплинули на потік туристів, були заворушення на півдні Таїланду та руйнівне цунамі 2004 року. Тому, попри те, що туризм зробив суттєві зміни в традиційне життя урак-лавоїв, більшість їхніх домогосподарств продовжує жити переважно за рахунок рибальства.

### Інші галузі господарства
Збирання нерибних морепродуктів практикується переважно в сухий сезон. Здобувають різні види молюсків, ракоподібних, морських огірків (трепангів), морських їжаків. За деякими з них спеціально пірнають. Перлових устриць збирають уночі при світлі ліхтарів або смолоскипів, виготовлених зі шматка бамбука, обмотаного товстим шаром бавовняної тканини й просоченої гасом. Періодично під час відпливу люди виходять збирати на пляжах раковини, трепангів та інші морепродукти. Цим займаються всі, включаючи жінок і дітей. Збирають також яйця черепах, яких особливо багато буває в період гніздування, що триває з вересня до грудня.
Починаючи з 1950-х років урак-лавої стали збирати морепродукти на продаж. Продають раковини гігантського молюска, перлові устриці, яйця черепах, сушених трепангів, сушене м'ясо гігантського молюска. Ці продукти мають високу ціну на ринках Східної Азії й приносять урак-лавоям дохід.
Збиральництво уздовж берегів було суттєво обмежене зі створенням морських національних парків. Багато улюблених продуктів урак-лавоїв, таких як морська черепаха, гігантський молюск, омар, класифікуються як такі, яким загрожує небезпека зникання, й їхня заготівля вважається незаконною. Проте трепангів все ще збирають у відповідний сезон. Устриць і гігантських молюсків тепер збирають рідко, переважно для власного споживання. Головним товарним продуктом тепер є риба. Вона не потребує додаткової підготовки до продажу, а легка доступність льоду значно полегшила її зберігання.
Серед традиційних занять урак-лавоїв певне місце займає вирощування кокосової пальми та збирання кокосових горіхів. Культивування кокосової пальми розпочалося ще за часів легендарного Токірі. Влаштовуючи нове поселення, люди відразу саджають там і кокосові пальми. Кокосові горіхи складають суттєву частину рослинного раціону харчування. Крім того, як джерело води їх беруть із собою в човни, вирушаючи рибалити. Біля хат або біля річок саджають також фруктові дерева (манго, мангостан, джекфрут, горіхи кеш'ю, гранати, банани, ананаси) та овочі (огірки, баклажани, дині, квасоля, гарбузи, перець чилі, лемонграс). Багато десятиліть тому урак-лавої архіпелагу Аданг навчилися обробляти землю, й почали вирощували рис, але це заняття не набуло широких масштабів.
На всіх островах, де вони жили, урак-лавої також збирали лісові продукти. Популярними є дикорослі овочі де (Phyllanthus albidiscus, місцева назва de) і прія (Melientha sauvis, місцева назва priya), а також губігара (Dioscorea hispida, азійський гіркий ямс, місцева назва hubihara) та інші коренеплоди, що дають крохмаль. Всі ці продукти є додатком до рису, основного рослинного продукту харчування урак-лавоїв. В лісах також полюють птахів, рептилій, диких свиней.
Традиційні ремесла урак-лавоїв тісно пов'язані з їхнім повсякденним життям. Ураклавойські жінки, переважно літні, спеціалізуються на плетенні кошиків та килимків. Чоловіки були майстрами з будівлі човнів та виготовлення рибальських пасток.
Місцеві тверді породи деревини використовують у будівництві хат, виготовленні меблів, будівництві човнів, це зокрема малой (Hopea ferrea, місцева назва maloi), нібок (Oncosperma tigillarium, місцева назва nibok) і гауматі (місцева назва ga u ma ti). Ротанґ і бамбук широко використовуються для виготовлення рибальських пасток, стін, платформ та перекриттів у житлових приміщеннях. Бару (Hibiscus tiliaceus, місцева назва baru) використовували для виготовлення мотузок та шпатлівки для конопачення човнів. Пандан (Pandanus odoratissimus) служить для виготовлення килимків, кошиків і наметів. Кора окремих дерев використовується для фарбування одягу та виготовлення мотузок. Кокосове лушпиння, занурене в сік дерев і загорнуте в листок папірусу, використовується як смолоскипи. Сухий ліс, кокосове лушпиння та вугілля є звичайним місцевим паливом. Виготовляли також дерев'яні іграшки. Проте все це лишилося в минулому, адже зараз усе можна легко купити.
Багато місцевих рослин знаходять використання в народній медицині. Деякі з морських тварин також мають лікувальні властивості.
Ураклавойські дайвери можуть довго перебувати без дихання під водою, пірнати й ловити рибу голими руками. Вони добре бачать під водою, використовуючи окуляри із дерева та скла. Зараз стали застосовувати повітряні шланги та компресори для нагнітання повітря.

## Суспільство
Урак-лавої жили групами, які по суті були нуклеарними сім'ями. Найчастіше групи утворювались навколо старшої подружньої пари. Багато груп урак-лавоїв мають родичів на інших островах. Раніше, під час сезонних подорожей родичі часто зустрічалися між собою. Урак-лавої сильно прив'язані до своєї родини; вони не можуть на довго покидати сім'ю, завжди повертаються додому, тільки тут почуваються комфортно.
За ураклавойськими звичаями на природні ресурси існувала колективна власність, кожен мав вільний доступ до них, щоб прогодувати себе та свою сім'ю. Кожен в ураклавойському суспільстві робить те, на що здатний. Сильні молоді люди пірнають, молодші та старі доглядають за човнами й виконують інші роботи на березі. Улов ділять порівну, незалежно від індивідуальних здобутків. Усі також допомагають один одному в разі потреби. Ділитися здобутим є нормою життя цього народу, хоча люди й не мають один перед одним якихось зобов'язань. Як вони говорять, тут не треба купувати, можна просто попросити щось у іншого. Рибалки нічого не шкодують і радо діляться своїм уловом. Традиційно їжею ділилися з тими, кому її бракувало. Це означало безпеку для всіх.
Урак-лавої пишаються своєю традицією взаємної допомоги, що вирізняє їх поміж сусіднього населення. На відміну від сусідів (мусульман та китайців), вони відзначаються щедрістю й гостинністю. Але сьогодні абсолютна щедрість перестала бути загальною нормою життя. Раніше урак-лавої мали багато їжі й не мали потреби в грошах. Тепер люди більше піклуються про добробут і підтримку власної сім'ї. До того ж вони потребують грошей для задоволення своїх матеріальних потреб.
Урак-лавої за своє природою є індивідуалістами, спільні інтереси обмежуються родинними стосунками й малими групами. Люди доглядають за своїми домогосподарствами, але менше занепокоєні тим, як працювати на користь громади в цілому. Їхня економіка не обмежена стійкими або взаємними зобов'язаннями, а напівосіла культура не орієнтована на дії великими групами людей, тому почуття спільності у них менш розвинене, ніж, наприклад, у тайців. Для урак-лавоїв завжди було важливим бути вільним і незалежним. Більше за все вони цінують свободу.
Урак-лавої нічого не планують заздалегідь, все задумане виконують відразу, не відкладаючи на завтра.
Вони не виявляють інтересу до керівництва громадою. Сільські голови, що керують ними, — це, як правило, або нащадки Токірі, або сторонні люди, зазвичай з числа торгових посередників і гуртових торговців. Необхідність бути присутніми на офіційних зустрічах на материку та приймати в себе офіційних відвідувачів урак-лавої сприймають як тягар лідерства. Уряд Таїланду розширює свій контроль над громадами етнічних меншин, його обов'язок — гарантувати правопорядок і виконувати державні програми, спрямовані на поліпшення добробуту людей та економічного розвитку. Керівники призначаються урядом, їх просто представляють урак-лавоям. За рідкісним винятком всі вони не є урак-лавоями, їм важко зрозуміти проблеми морського народу. Урак-лавої з провінції Крабі, за джерелом 2005 року, мали лише одного представника в органах влади, це був староста села Сангау.
Відносини між урак-лавоями та державними чиновниками є напруженими. Ці прості люди бояться спілкуватися з урядовцями, тому що не вміють висловлювати свої думки та прагнення. Вони пояснюють це нестачею освіти та незнанням того, як діє тайське суспільство. Урак-лавої почуваються незручно в компанії людей з авторитетом, такими як адвокати або поліціянти. Вони бояться арешту або затримання, тому що хочуть залишатися зі своєю сім'єю. Урак-лавої бояться стати чиїмись ворогами, намагаються уникати будь-яких проблем, відмовляються від підтримки тих, хто має проблеми зі сторонніми людьми. В Таїланді все вирішується за допомогою хабарів, але урак-лавої не мають грошей і не можуть іти таким шляхом.
Багато урак-лавоїв дає своїм дітям тайські імена й офіційно реєструє їх, щоб уникнути дискримінації в освіті, працевлаштуванні та інших сферах.
Традиційна відсутність політичних лідерів не дозволяє урак-лавоям спільними зусиллями відстоювати свої права, вирішувати громадські питання.
Єдиними визнаним лідером в ураклавойських громадах є місцевий шаман томо. Це духовний лідер, якого всі дуже поважають. Томо виконує роль посередника в спілкуванні з духами, виконує традиційні ритуали й церемонії. Водночас він є місцевим цілителем (знахарем). У минулому урак-лавої вважали, що причиною хвороб є діяльність духів. Тому шамани лікували людей переважно травами та «магією». Томо можуть бути й жінки. Хоча шамани й мають неабиякий авторитет, вони не мають права вирішувати за інших членів громади, не мають жодних привілеїв, окрім загальної поваги. Томо діють лише консультативно.
Сьогодні інститут томо старішає. Молодь не виявляє бажання вчитися на томо. Вона охолола до традиційної культури. До того ж суто консультативний статус томо в суспільстві не відповідає панівній тайській культурі. Тепер формується новий тип лідера — це людина, яка вміє заробляти гроші. Проте такі люди лишаються чужими для урак-лавойських громад.
Урак-лавої — щирі й довірливі, прості й толерантні, мирні й сором'язливі люди, намагаються уникати будь-яких конфліктів, особливо зі сторонніми. Вони звикли довірять всьому, що їм говорять. Однак урак-лавої прямо не говорять про те, що вони думають самі, уникають участі в дискусіях та висловленні думки.
Іноді традиційне ураклавойське суспільство характеризується як матріархальне. В минулому жінки мали більше влади, ніж чоловіки. За місцевими повір'ями Бог спочатку створив жінку, а тоді вже чоловіка. Роль жінок в ураклавойському суспільству є значно вищою, ніж у тайському. Чоловіки, за деякими винятками, бояться своїх дружин. Але загалом відносини між ураклавойськими чоловіками та жінками є рівноправними. В умовах інтеграції народу до ширшого суспільства роль чоловіків постійно зростає, але чоловіки поважають жінок і в прийнятті рішень прислухаються до них.
Традиційно ураклавойські чоловіки несуть відповідальність за підтримку своєї сім'ї. Щоденним їхнім обов'язком був вихід у море для рибальства. Жінки залишаються вдома, щоб готувати їжу й доглядати за дітьми. Іноді вони ловлять рибу разом зі своїми чоловіками. Жінки також можуть рибалили з берега і збирають молюсків та морських огірків. Жінки та дівчата старшого віку відповідальні за виховання дітей, а також за приготування їжі, миття, прання та прибирання, збирання деревини для палива, догляд за фруктовими деревами, садами або рисовими полями. Питну воду із джерел носять і чоловіки, й жінки. Сьогодні багато жінок працюють на курортах. Багато чоловіків, крім рибальства, також наймаються працювати за гроші.
В урак-лавоїв дівчата вступають у шлюб дуже рано, хлопці не набагато пізніше. Звичайним явищем є, коли дівчина в 14-15 років вже має власних дітей. Прийнято, щоб шлюб був моногамним. Зазвичай одружуються зі своєю першою подругою чи хлопцем. Батьки не втручаються у вибір своїх дітей. Одного разу покохавшись, вже наступного дня молодята можуть одружитися. Важливо, щоб дівчина була незайманою. За наречену тепер прийнято платити викуп. Його сума залежить від вартості землі в поселенні, де живе наречена. Наприклад, 2004 року ця сума складала від 1000 бат на острові Пхукет до 55000 бат в Саладані. Після одруження чоловік переходить жити до хати своєї дружини. Зазвичай молоді живуть у батьків поки не збудують собі власну хату. Неодружені жінки зустрічаються рідко, а повторний шлюб є звичайним явищем.
Коли молодим людям стає за тридцять, вони перебирають на себе соціальну та політичну владу в покоління своїх батьків.
Громади урак-лавоїв на всіх островах Таїланду тісно пов'язані між собою, але тайці та іноземці дедалі більше впливають на традиційне суспільство. Мішані шлюби є звичайним явищем. Одружуються з тайськими мусульманами (малайцями), тайськими китайцями, тайцями, іноді з бугами. Мішане подружжя зазвичай іде жити до батьків ураклавойського партнера. Китайці вкладають шлюби з ураклавойськими жінками для зміцнення економічних стосунків з громадою. На острові Пхукет поширені мішані шлюби з тайцями. Проте найчастіше урак-лавої одружуються між собою, знаходячи собі партнера як не на своєму острові, так в іншому ураклавойському поселенні. До гомосексуальності ставляться спокійно.
Традиційно урак-лавої не мали формальної освіти. Ураклавойська мова не має писемності, тому інформація передається в усній формі від покоління поколінню. Знання перебувають лише в головах окремих членів спільноти. Зазвичай чоловік у віці від 30 років розповідає про якісь моменти зі свого життя та життя народу групі дітей з 2-5 осіб. Інші знання та навички, такі як пірнання або способи рибальства та навігації в морі, здобували лише інтенсивною регулярною практикою. Замість формальних або неформальних уроків молодь спостерігала і практично реалізовувала те, що побачила, у контексті повсякденної діяльності в місцевому середовищі. Все, що їм було потрібно в житті, діти дізнавалися подорожуючи морем разом із батьками під час багаду. Урак-лавої доглядають дітей до 5-6 років. Тоді хлопчики приєднуються до батьків в їхніх морських подорожах, а дівчатка допомагають матерям виконувати домашню роботу. Вже у 5-6 років ураклавойські діти вміють плавати, у 9-10 років вони вже займаються рибальством. Згодом з них виростають кваліфіковані моряки, пірнальники й рибалки.

## Стосунки з іншими народами
Громади урак-лавоїв на всіх островах перебувають у тісних стосунках з іншими народами. Тайців та іноземців тут щиро вітають. Часто вкладаються шлюби поза межами власної етнічної групи. Добрими є й стосунки між урак-лавоями та мусульманами (малайцями) на острові Ланта. Попри те, що вони відрізняються способом життя та релігійними віруваннями, обидва народи мають схожу мову, соціальні та культурні практики.
Тайський тиск на урак-лавоїв є основним. Освіта проводиться переважно тайською мовою. Лише на острові Ланта початкова освіта здійснюється ураклавойською, але відповідних сертифікованих вчителів знайти дуже важко. Школи дотримуються державної навчальної програми й навчають ураклавойських дітей поваги до короля, нації та релігії.
Складними є стосунки урак-лавоїв з представниками влади. Коли в 1950-ті роки тайські чиновники стали відвідувати архіпелаг Аданг, вони виявили там місцеве населення, яке сприймали як примітивних людей. Виявляючи зневажливе ставлення до урак-лавоїв, влада конфісковувала улови місцевих рибалок, змушувала їх працювати на тайських рибалок чи тайських чиновників. Старше покоління урак-лавоїв пам'ятає, що в ті часи їхні люди могли бути заарештовані без будь-якої на те причини. Урак-лавої бояться спілкуватися з представниками влади і не знають як це робити. Вони відчувають свою неосвіченість почуваються нижчими й невпевненими в стосунках із чиновниками.

### Токеї
Найдовший, найтісніший і найважливіший зв'язок з урак-лавоями серед сторонніх мають торговці-посередники, яких тут зазвичай називають токеями (Taukay). Це переважно етнічні китайці з материкового Таїланду (провінція Сатун) або Малайзії (штат Перліс), проте є серед них і тайці. У минулому урак-лавої були абсолютно незалежними в своїй господарській діяльності, але тепер більшість залежить від посередників.
Перші токеї з'явилися з ураклавойських громадах на початку 1950-ті років. Контакт з токеями змінив спосіб життя народу. Урак-лавої й раніше займалися торгівлею, але на віддалених островах, які майже ніхто не відвідував, послуги посередників виявилися дуже доречними. Токеї стали для урак-лавоїв вікном у зовнішній світ, через них вони продають свої рибу, молюсків, морських огірків, яйця черепах, які йдуть на ринки Таїланду, Малайзії та інших країн. В обмін отримують харчові продукти суходільного походження та промислові товари. Завдяки токеям урак-лавої почали наздоганяти сучасне життя.
Приблизно 85 % ураклавойських домогосподарств працюють на токеїв, решта — на себе. Стосунки між урак-лавоями та токеями будуються за принципом «патрон-клієнт» і мають довгостроковий характер. Токеї забезпечують урак-лавоїв човнами, рибальським знаряддям, новими технологіями, рисом, одягом, сучасними товарами, алкоголем, надають кредити, а в обмін отримують результати їхньої праці, використовують їхні навички та знання в добуванні морепродуктів. Токеї мають виключне право на продукти, які здобувають їхні клієнти урак-лавої; улов продається за фіксованою ціною.
У стосунках «патрон-клієнт» є як позитивний, так і негативний бік. Позитив полягає в тому, що такі стосунки є взаємовигідними. Не маючи власних сталих каналів збуту, більшість урак-лавоїв не може продавати свою продукцію самостійно, їм простіше й безпечніше робити це через токеїв. За таких умов урак-лавої не тільки мають гарантованого покупця, а й не мають клопоту з човнами та знаряддям, завжди мають джерело кредитування, яким можна скористатися за виникнення проблем; токеї надають своїм клієнтам товари в борг. Ті важливі послуги, що надає токей, вони більше ніде не можуть отримати. На практиці урак-лавої розглядають токея як батька чи доброзичливого начальника.
З іншого боку, стосунки «патрон-клієнт» є нерівноправними й носять експлуататорський характер. Токеї купують продукти в урак-лавоїв за дуже низькими цінами. Крім того, урак-лавої перебувають у борговій ямі та повній економічній залежності від токеїв. Вони постійно відчувають брак готівки, хоча б для того, щоб купувати товари в свого ж токея. Токеї завжди «приходять на допомогу» й дають товари в борг, який слід буде відпрацювати. Люди не в змозі робити заощадження та вкладати гроші у власні човни, знаряддя або житло. Вони не в змозі також продати свій вилов безпосередньо на ринку, а змінити токея зазвичай буває дуже важко. Проте, попри всі ці прикрощі, недосвідчені в бізнесових справах урак-лавої почуваються безпечніше під опікою токея. Вони отримують кожні 6 місяців за виловлену рибу гроші готівкою, за вирахуванням боргів, які завинили токею.
У 1960-70-х роках стосунки між токеями та урак-лавоями стали більш справедливими й збалансованими, проблеми практично щезли. Між урак-лавоями та токеями існує довіра. Багато токеїв живуть на островах, вкладають шлюби з урак-лавоями й практично вливаються до складу ураклавойських громад.

## Побут

### Традиційний день
Усе життя урак-лавоїв традиційно тісно пов'язане з морем, вони звикли до життя на борту човна. Море для них є й домівкою, і джерелом засобів до існування, і місцем розваг, а також місцем перебування духів й основою для традиційних ритуалів та церемоній. Щоб жити, ці люди мають бачити море, бачити свій човен. Вони не можуть заснути, не чуючи морських хвиль. Тому своє житло урак-лавої ставлять прямо на пляжі, біля човнів, фронтальним боком до берега, так, щоб було видно море. Теплими місячними ночами, коли сухо, багато людей спить на циновках прямо на пляжі.
Повсякденною справою чоловіків був вихід у море на риболовлю, жінки ловлять рибу з берега на гачок, під час відпливу збирають на пляжі молюсків та морських огірків. Жінки також обробляють (чистять, сушать, солять) улов. Головними жіночими обов'язками були виховання дітей та домашні господарські роботи (приготування їжі, прання, прибирання), а також збирання деревини на паливо та догляд за фруктовими деревами, городами або рисовими полями. Деякі з жінок плели кошики. Вирубування дерев є чоловічою справою. Ураклавойській сім'ї важко вижити без чоловіка, адже рибальство є основою господарства народу.
Лише незначна кількість урак-лавоїв має свою власну справу. Маючи власний човен, вони зазвичай спеціалізуються на вилові певного виду риби або раковин, іноді працюють у туристичному бізнесі.
Типовий день в ураклавойському селі починається за годину-дві до сходу сонця. Рибалки готуються до виходу в море, ловлять дрібну рибу на наживку. Зрання йдуть по воду, приймають душ, тоді снідають, п'ють каву (копі), й чоловіки вирушають у море. Час виходу в море залежить від сезону. Сніданок може перетворитися на посиденьки або гру в карти, це триває кілька годин. Діти йдуть до школи, жінки займаються хатніми роботами. Дівчатка зазвичай допомагають своїм матерям, а дехто з хлопчиків виходить разом із батьками в море. Чоловіки, які залишилися вдома, можуть провести день за виготовленням нових пасток, зрізають ротанг, дерева. У другій половині дня діти повертаються зі школи, а чоловіки з риболовлі. Улов сортується, зважується, фіксується токеєм, після чого його розкладають в крижані ящики й завантажують на човни, які мають відвезти його на базар; відбирають рибу на вечерю. Жінки готують вечерю, люди миються, а тоді вся сім'я збирається на обід. Вечір зазвичай проводять біля телевізора. Такий режим порушується лише на свята або в сухий сезон, коли приїздять туристи.
Життя в минулому було соціально контрольованим і багато в чому передбачуваним, сторонні не турбували ураклавойські громади.
Нічого зайвого не було й серед майна урак-лавоїв. Вони мали мінімум матеріальних цінностей. Типове домогосподарство мало хатинку, човен та прості знаряддя й інструменти для рибальства та збирання морепродуктів, приготування їжі, простий одяг. Більшість із згаданого виготовлялося з місцевої сировини або із матеріалів, котрі вимінювали у сусідів на континенті. Принцип накопичення матеріальних цінностей тут не існував.
Відходи виносили на берег моря, звідти їх змивало припливом.
Купаються в річках або водоспадах.

### Човни
Найважливіше місце в житті урак-лавоїв займали човни. За допомогою човнів люди вели промисли в місцевих водах, вирушали на материк продавати рибу, відвідували родичів на інших островах. Без човна люди ніби залишалися без рук та ніг. Де був човен, там був і його власник. При виборі місця розташування поселення завжди керувалися наявністю зручного місця для стоянки човнів.
Традиційний дерев'яний ураклавойський «довгохвостий» човен, що зветься руагаанг-яу (rua haang yau), мав до 4 м завдовжки. Більшість човнів були оснащені вітрилом, але частіше ходили на веслах. Будували човни спільними зусиллями членів громади методом толоки. Використовували місцеву деревину та прості ручні інструменти, зокрема сокири. Молотки та металеві цвяхи з'явилися наприкінці XIX ст., але традиційно в будівництві човнів використовувалось мінімум металевих елементів.
У 1970-х роках з'явилися моторні «довгохвості» човни.

### Житло

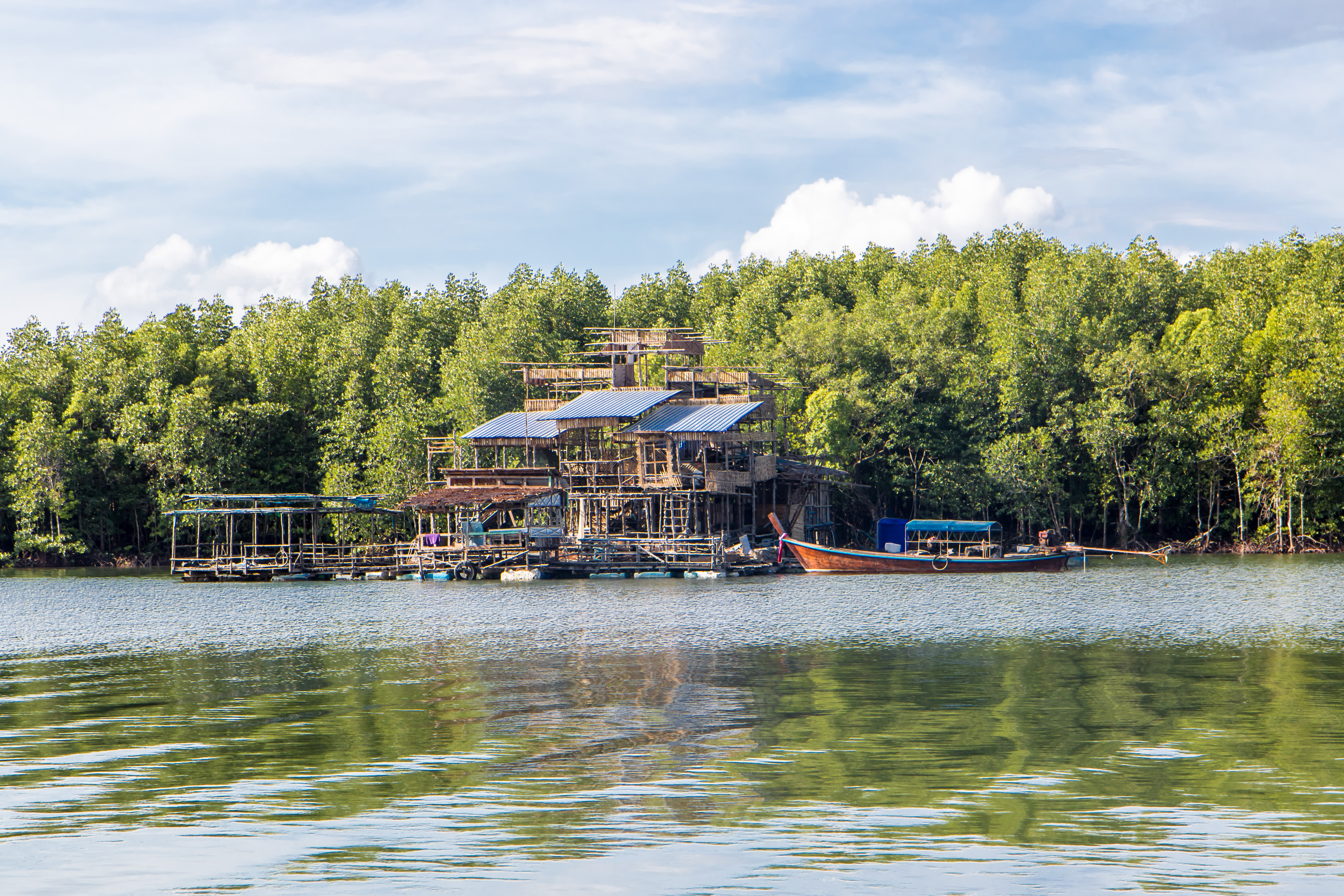
Ураклавойське житло на острові Ланта.

Свої хати урак-лавої зводять з простих і недорогих натуральних матеріалів з використанням простих інструментів. Використовують місцеве дерево гопея (Hopea ferrea) з родини діптерокарпових. Хати ставлять на палях, житлові приміщення розташовані на висоті 0,5-2 м над землею, дістаються до них драбиною. Двері роблять спереду, а також у задній частині хати, вікон зазвичай немає. Відповідно, кожна хата має дві простих широких драбини: одна із фронту, інша веде до задньої частини або одного з боків хати. Стіни, долівку, двері роблять із розщепленого бамбука гладкою стороною назовні, формуючи щити, зв'язані ротангом. Дах криють сухим листям пальми ніпа. Каркас хатини виходить міцним і може витримувати мусони.
Кухня, зазвичай, розташовується в задній частині житлового приміщення. Кухонне начиння традиційно виготовляли зі шкаралупи кокосових горіхів та великих морських раковин. На паливо використовували деревне вугілля, оболонку кокосових горіхів, сухі гілки дерев та кущів, деревину з кораблів, що зазнали аварії. Шляхом бартеру із-зовні отримували горщики, каструлі та сковорідки. Ступки та товкачі вирізали з місцевої деревини.
З гопеї виготовляли нечисельні меблі.
Свої хати урак-лавої споруджують колективно, з помічниками розраховуються в натуральний спосіб (їжа, напої).
В сучасніших громадах є хати, збудовані в тайському стилі, але жодна з них не має туалету.
Під час багаду на пляжах ставили тимчасове житло: просту хижу або навіть лише платформу для спання.

### Одяг
Одяг простий. Жінки носять саронг (місцева назва ґраджум-оак, gra joom oak), що закриває тіло до середини литок; зав'язують його над грудьми, іноді на талії. Неодружені жінки вдягають також блузки як верхній одяг, але більшість надає перевагу саронгу. Чоловіки також носять саронг, який зав'язують на талії; у море вдягають вільного крою сорочки, які звисають над рибальськими шортами.

### Їжа
Основу харчування урак-лавоїв становлять рис та морепродукти. Важливу роль також відіграють коренеплоди: ямс, касава, батат. Рибу чистять від луски та нутрощів, для зберігання солять або висушують. Використовують різні способи її приготування: смажать, варять, готують на грилі. Крабів та омарів розрізають на частини або беруть цілими, варять, готують на грилі, смажать. З черепах знімають панцир, м'ясо вирізають, тоді варять або смажать. Гігантських молюсків, двостулкових молюсків, слимаків варять, смажать. Устриці їдять сирими або маринують.
Улюбленою їжею є тонан (tonan) та ґуйой (guyoi). Тонан викопують руками із піску на пляжі під час відпливу. Багато хто зі сторонніх вважає, що цю живність не можна їсти. Його прокатують на дошці до затвердіння, тоді знімають шкіру, видаляють нутрощі, промивають у солоній воді й нарізають тонкими смужками. Їдять сирим з пастою чилі або смажать і подають із соком лайму та кокосовими пластівцями. Хітон ґуйой знаходять в щілинах серед скель, також під час відпливу. Він дуже міцно прикріплюється до гірських порід, щоб його відірвати, треба мати майстерність і спеціальний інструмент. Для приготування ґуйой спочатку бланшують, виймають нутрощі, знімають раковину, видаляють хребет, ретельно промивають і нарізають кубиками. Кубики хітона змішують з пастою карі, додають кокосову олію, тамариндовий соус, все добре перемішують.
Полюбляють також їсти каномджеан (kanom jean, варена рисова локшина, що зазвичай змішується з рибним супом та карі) і купований суп з локшиною. До багатьох страв додають юм (yum) — типовий тайський гострий салат. Для його приготування використовують тонан, молюсків, хітони, устриці, заправляють перцем чилі, соком лайму та рибним соусом.
На суходолі доступно багато їстівних рослин, більшість із них місцеві, ростуть також бамбук, манго, горіхи кеш'ю, куркума, джекфрут. В їжу використовують молоде листя, пагони, коріння, плоди. Вживають вареними, часто в кокосовому молоці, або обсмаженими. Фрукти та деякі овочі їдять сирими, частина рослин використовується як приправи.
Їжу беруть руками. П'ють джерельну або дощову воду.
Каву (тут використовується її малайська назва копі, Kopi) зазвичай п'ють уранці. Ще до сніданку полюбляють з'їсти тістечко з пшеничного борошна та липкого рису із заварним кремом. На сніданок жінки готують рис, обсмажують рибу або розігрівають залишки вечері. Обід складається з парового рису, супу, смажених овочів, смаженої або приготованої на грилі риби. Використовують свіжу рибу, яку чоловіки тільки-но наловили в морі. Додають карі, смажені морепродукти з пастою чилі.

### Народна медицина
Частину місцевих рослин урак-лавої використовують як лікарські засоби; є серед них як внутрішні, так і зовнішні. Для приготування ліків беруть подрібнене листя, паростки різних рослин. Народні засоби використовують для лікування головного болю, болю в шиї та тілі, астми, синців, свіжих та запущених ран, високої температури, кашлю, лихоманки, загального нездужання, кишкових інфекцій, діареї та дизентерії, як проносне, від укусів змій, жала медуз, шкіряних захворювань, пухлин, набряків, анемії, геморою, зубного болю, для зменшення мокротиння та підвищення апетиту, для підняття тонусу. Ліки зазвичай застосовують у сполученні зі спеціальними заклинаннями.
З лікарською метою використовується також морська живність. Колючі корали караклія (karak liya), які збирають на пляжі, розрізають, варять і вживають внутрішньо для лікування каменів у нирках. Висушені коралові поліпи з підряду Calcaxonia перетирають на порошок і, змішуючи з водою, використовують для лікування астми, каменів у нирках, геморою та інших недуг. Варених крабів застосовують для лікування вітряної віспи. Морські огірки варять, сушать, а тоді готують з них бальзам, який використовується для лікування опіків та порізів. Бальзам призначений для зовнішнього застосування, він користується також попитом на малайзійському острові Лангкаві. З морських огірків готують ще настій, який застосовують внутрішньо для лікування внутрішніх травм.

## Традиційні свята та церемонії
Ураклавойські церемонії традиційно пов'язанні з морським життям та бажанням отримати удачу. Традиційні обряди засновані переважно на вираженні подяки духам і заспокоєнні їх, щоб нічого поганого не відбулося. Найшанованішим є дух моря, якого звуть тугат-лавой (Tuhat Lawoi’), опікун основного джерела їжі урак-лавоїв. Кожного сьомого за місячним календарем місяця року на честь цього духу організовується спеціальний ритуал. Сільський шаман томо складає до прикрашеної моделі човна пахощі та їжу, які приносять члени громади, й відправляє човен із жертвами в море, щоб тугат-лавой був добрим до людей. Урак-лавої приносять жертви (трохи їжі) також духам своїх човнів, духам, що «охороняють» пагорби, ліси, інші культурні та природні об'єкти.
Легендарний Токірі започаткував дві основні церемонії: пуя-пенью (Puya Penyu, «шанування черепахи») і пуя-лавой (Puya Lawoi’, «шанування моря»). Він особисто очолював їхнє проведення. Церемонія пуя-пенью проводилась вночі на 5-й 11-й місяць за місячним календарем, коли місяць перебував у повні; її метою було збільшення чисельності черепах та їхніх яєць. Церемонія пуя-лавой також проходила вночі на 11-й місяць за місячним календарем, коли місяць у повні. Люди запрошували морських мешканців підійти до берега на нерест. На свята використовували воскові свічки, прапори, готували спучений рис, жовтий і білий липкий рис, ареку та листя бетелю. На пуя-пенью додатково готували черепаху з куркумою, а на пуя-лавой курятину, семиколірний рис, десерти. Обидві церемонії більше не практикуються.
Найважливішою церемонією в ураклавойській культурі, яка в модифікованому вигляді практикується й досі, є свято плачак (пладжак, варіанти написання: Placak, Plajak, Prachak, Pelacak, тай. ลอย เรือ, лойруа, Loy Rua, «човен, що пливе»), «день плавучого човна». Його відзначають двічі на рік, на 5-й та 11-й місяць за тайським місячним календарем, коли місяць у повні. У наші дні плачак став візитівкою ураклавойської культури. В святі бере участь багато людей, проводяться спільні церемонії, це один з небагатьох випадків, коли урак-лавої проводять разом свої культурні заходи. Святкування включає різноманітні видовища, що складаються з пісень, танців, процесій, символічних актів та ритуалів. Плачак сприяє збереженню знань про історію, життєве середовище та культуру народу, зміцнює культурну ідентичність цієї етнічної меншини в умовах тиску з боку домінуючого тайського суспільства. Хоча учасниками свята є переважно урак-лавої, подія приваблює також невелику кількість туристів, знімальних груп, фотографів та дослідників. Відновлений плачак став складовою туристичного бізнесу, це культурні виступи, які в перекрученому вигляді демонструють відпочивальникам «автентичну стародавню» культуру.
Уважається, що свято виникло на острові Ланта. Зараз святкування триває три дні і три ночі, але в минулому дійство могло тривати до 7 днів, а то й більше. Кожна громада, як правило, має фіксовані місця, де люди святкують плачак. Існують деякі відмінності в проведенні свята в різних громадах.
Першого дня люди приходять до могил своїх предків, віддають їм шану молитвами, пропонують їм пити та ставлять тарілки з їжею. На архіпелазі Аданг урак-лавої відвідують могилу Токірі. Вишиковується процесія на чолі з томо. Люди несуть рис, варених курей, десерти, горіхи ареки, листя бетелю, свічки. Їжу та воду кладуть на полиці біля святині. Церемонію проводить томо. Він обкурює святиню пахощами, запрошуючи духів предків взяти участь у дійстві. Далі він запалює свічки для спілкування з духами. Представник кожної родини підходить до свічки й кидає в полум'я принесений ним рис, загадує при цьому бажання. Томо також читає людям по свічках їхню долю. Після виконання обов'язкових обрядів лунають звуки барабанів рамана, виконують сім пісень, люди танцюють навколо могили.
Після відвідин кладовища або рано вранці наступного дня спеціально відібрана група чоловіків та жінок вирушає за деревиною для побудови церемоніального човна, який вони називають прагу-плачак (Prahu Placak). Також шукають високе дерево, яке виконуватиме роль церемоніального стовпа. Попередньо ця група розмальовує собі обличчя і вдягає спідниці із листя та прикрашає себе гірляндами з квітів, просять у місцевих духів підтримки в їхньому починанні. На своєму шляху люди співають і танцюють. Перед тим, як зрізати дерево томо проводить спеціальну церемонію, щоб отримати на це дозвіл у духів. Деревину переносять у село, на місце побудови човна.
Церемоніальний човен споруджують спільними зусиллями протягом дня. Він має близько 3 метрів завдовжки, ширина та висота становлять близько 1 метра. Цей невеличкий човен ретельно деталізований, має щогли, довгий ніс, одну або декілька кают: перша для «екіпажу», середня для харчових запасів й остання для «капітана». На кормі ставлять кермо, а посередині човна сім пар весел. Човен «населяють» безліччю дерев'яних статуеток людей та морських істот, серед них «капітан», який стоїть на кормі. Часто можна побачити фігурку чоловіка, що тримає спис, спрямований на черепаху. Ця тварина для урак-лавоїв є важливим надприродним символом, а також уособлює тварин, яких вони їдять. Надвечір будівництво човна закінчується, бракує лише керма та вітрила, які додають пізніше.
Збирається великий натовп людей, запалюють низку петард, що сигналізує про початок процесії. Чотири або більше чоловіків підіймають плачак на плечі й несуть його до моря. Відстань, яку проходить процесія, може бути різною, іноді човен споруджують прямо на пляжі, іноді люди проходять кілька кілометрів через сільські та міські квартали. В такій ході панує особлива атмосфера. Люди співають, грають на барабанах та інших ударних інструментах, танцюють, при цьому вживають багато алкоголю. Коли на своєму шляху процесія проходить повз місцеві святині, вона робить по три оберти проти годинникової стрілки навколо кожної з них. Врешті човен опускають носом до моря на пісок на пляжі біля церемоніального стовпа. Він стоїть готовий до спуску на воду в очікування на приплив.
Це місце стає центром ритуальних заходів. Надвечір біля човна збираються музиканти рамана, люди співають і танцюють всю ніч. Пік активності припадає приблизно на час від заходу до далеко за північ. Пляжний майданчик навколо човна перетворюється на тимчасовий табір, де збираються учасники свята. Зараз тут влаштовують торговельний майданчик, продають їжу, напої та дешеві дитячі іграшки. Ураклавойська молодь, а з нею гості із сусідніх тайських сіл, танцюють під акомпанемент сучасної тайської, англомовної та індійської музики. Атмосфера свята водночас твереза й п'яна, весела й похмура, жвава й виснажлива. Люди відпочивають від роботи, споживають багато їжі й алкоголю.
Паралельно з веселощами проводяться важливі ритуали. Ритуальний човен прикрашають гірляндами з квітів, ліхтарями, ставлять кермо та вітрило, запалюють свічки. На човен вкладають приношення, які знадобляться духам предків під час подорожі: рис, солодощі, сушені продукти, воду, листя бетеля, горіхи арека, гроші тощо. Крім того, кладуть обрізки волосся та нігтів, які символізують всі нещастя минулого року. Дерев'яні фігурки людей також ставлять на човен; вони символізують членів громади й нестимуть нещастя геть.
За всім уважно спостерігає томо. За рухами полум'я від свічок він визначає момент, коли духи предків «сядуть» на плачак і, отже, будуть готові розпочати свою подорож. Тоді човен спускають на воду. Цей завершальний етап відбувається, коли на небі з'являються перші пасма денного світла, бурхлива святкова атмосфера затихає. Люди очікують на приплив, коли висока вода забере човен з острова. Після серії коротких ритуалів, під час яких люди моляться, щоб човен забрав усі їхні нещастя, плачак запускають в подорож. Спосіб здійснення цього запуску відрізняється в різних громадах. Наприклад, у Саладані жителі села вишиковуються на березі, б'ють у барабани, гонги та цимбали й голосують, коливаючись при цьому з боку в бік. Люди махають руками, щоб прогнати нещастя. У селі Даао на південно-східному узбережжі острова Ланта процедура відправлення човна відбувається тихо й нагадує мусульманський похорон.
Вважається, що плачак попливе на міфічну батьківщину урак-лавоїв — Гунунг-Джерай. Більшість живих урак-лавоїв ніколи не відвідували та не бачили її особисто, але вона залишається важливою частиною їхнього фольклору. Вони вважають Гунунг-Джерай місцем проживання надприродної сили, де живуть високоповажні духи-охоронці. Урак-лавої вірять, що плачак відвезе в Гунунг-Джерай всі їхні нещастя та хвороби; якщо ж човен повернеться назад, то стануться всілякі погані речі.
Коли човен щезне за горизонтом, поруч із церемоніальним стовпом, на тому ж місці, де стояв раніше плачак, група чоловіків зводить сім дерев'яних хрестів, що звуться падак (Padak). Вони зроблені з тієї ж деревини, що й плачак, заввишки приблизно 3 метри, мають горизонтальну поперечину на висоті близько 2 метрів. Хрести прикрашають листям та квітами. Як і плачак, падак — це ритуальний об'єкт, хрести мають не допустити повернення на землю зла й нещастя. Увечері біля хрестів збираються люди, проходять навколо них ходою, а тоді танцюють під час нічних урочистостей. Приносять великі відра з водою, шаман капає воском зі свічок у воду, читає молитву й роздає благословення. Наступного ранку ця вода стає святою, й її використовують для масового ритуального купання, яке має змити нещастя й хвороби. Рис, змішаний з шафраном, приносять до моря, щоб він став благословенним, а тоді його розкидають навколо хат, щоб відігнати нещастя. Через деякий час хрести викопують і переносять в інші місця, стратегічно розташовані по всьому периметру села. Ці гігантські «вартові» охороняють жителів острова від надприродних та мирських загроз.
Проведення церемонії плачак має кілька цілей. По-перше, це спосіб догодити предкам, які навіть після смерті мають сильний вплив на життя урак-лавоїв. По-друге, плачак символізує офіційне прохання прощення в духів усіх тварин, які були вбиті для їжі під час риболовлі та збирання продуктів. По-третє, всі погані речі, які відбулися протягом останніх шести місяців, символічно вантажать на борт човна, люди очищають себе від зла та гріха й починають нове чисте життя. Важливою є присутність духовного вождя томо на кожному етапі церемонії. Він керує організацією свята та будівництвом човна. На додаток до цього, він виступає як посередник, через якого урак-лавої можуть говорити зі своїми предками. Це дійство є також способом з'єднатися з надприродним, дати людям можливість повністю розслабитися, об'єднати громаду, загасити конфлікти та зберегти свою культуру. Зараз популярним стало влаштовувати на це свято весілля.
Певні паралелі зі святом плачак має церемонія тулабала (Tula Bala). Її проводять, коли захворіло відразу багато людей. Томо запускає човен, зроблений з бананової деревини, який має забрати із собою нещастя. Церемонія буагро (Bua Gro) має на меті прогнати хворобу або невдачу від конкретної людини. Ця людина купається й кладе в море жертви: солодощі, ладан, ареку, листя бетелю, характерні гілки в формі тризуба з прикріпленими до них прапорцями, а також символічні рештки, які потрібно змити: обрізані нігті, волосся та одяг, що був у використанні. Томо при цьому проводить спеціальний ритуал, під час якого він символічно переслідує й негайно вбиває хворобу. Паньяй (ураклавойською Paniai, тайською Kaebon) — це «церемонія вручення подяки» духам, яка здійснюється, коли хтось відновився після хвороби.
На честь духів предків проводиться церемонія пататджерай (ураклавойською Patat Jerai, тайською Teng Pleo, що буквально означає «очищення могили»). Це важливе й велике дійство. Урак-лавої приходять до могил померлих членів своїх сімей, щоб згадати їх і вшанувати їхніх духів, збираються люди з різних островів, навіть найвіддаленіших. По закінченні офіційної церемонії прийнято пити й їсти на кладовищі, як уважається, разом із померлими родичами.
Існують також церемонії, прив'язані до певних подій, які мають більше особистий характер. Такою є, зокрема, церемонія пуя-тугатперагу (Puya Tuhat Perahu, тайською Mae Ya Nang), яку проводять, коли спускають на воду новий човен. Човен-перагу є одним з найцінніших, чим володіють урак-лавої. З нагоди закінчення його будівництва духам пропонують жовтий липкий рис, курку тощо.

## Музика, співи, танці
Урак-лавої мають багато традиційних і релігійних практик, паралельних з малайською народною релігією. Усі свята та церемонії супроводжуються народною музикою, піснями та танцями. Ураклавойська музика є унікальною, це суміш європейської скрипки, арабських барабанів, китайських гонгів та пісень, що виконуються малайським діалектом. Репертуар народних пісень еклектичний, невпорядкований, вибирається стихійно й відрізняється на кожному святі, але кожна громада зазвичай має стандартний набір пісень. Пісні виконують для насолоди, здебільшого вони мають віршовано-хорову форму.
Урак-лавої є майстрами запозичення в інших народів віршованих та пісенних форм з переробкою їх на власний смак. В їхніх піснях можна почути аналогії з тайськими або малайськими піснями. Ураклавойські пантуни складають ліричну основу святкових пісень, але вони відмінні від малайських, багаті на метафори та описи навколишнього середовища (моря, флори та фауни), часто торкаються теми життя та ритуалів народу. Ураклавойські обрядові пісні розповідають про припливи, приморські землі, подорожі човном, боротьбу з вітром та течіями.
Мелодії оповідних пісень токпек (Tok Pek, аналог малайських Pantun Berkait) традиційно звучать в останній день проведення плачака, коли танцюристи здійснюють свої останні рухи навколо падака й безпосередньо перед спільним ритуалом купання, що завершує свято. Токпек, цікавий жанр вишуканих ліричних пісень, поступово зникає, він зберігся лише в селі Даао на острові Ланта. Пісня може тривати цілу годину. Вона розповідає, як головний герой на ім'я Токпек обходить човном острів Ланта.
Стиль берана (Berana) включає різноманітні пісні для церемоній та розваг, які мають свої асоціації з часом та контекстом. Це переспів між двома виконавцями або солістом та хором, який виконується під акомпанемент ударних музичних інструментів (шість або більше рамкових барабанів берана, гонг, часто невеликі тарілки, також дерев'яні або бамбукові тріскачки тощо). Берана може виконуватись під час проведення щорічних свят, ритуальних церемоній, в тому числі на кладовищах, при проведенні спеціальних обрядів, під час театралізованих постановних культурних заходів. Солістами є старійшини села (чоловіки або жінки), майстри берана, вони добре знають ці пісні й можуть імпровізувати.
Свята та інші урочисті заходи починаються з фіксованого набору із семи «мелодій для відкриття виконавського простору» (lagu buka bangsai). Перші три пісні мають духовне спрямування, вони встановлюють зв'язок з надприродними силами (духами). Перша триває близько десяти хвилин і віддає шану датукам (предкам-вчителям, які передали знання нинішньому поколінню, місцевим духам) та висловлює прохання вибачити за здійснені провини. Пісня також запрошує шанованих предків приєднатися до церемонії. Наступна пісня підтримує першу, а третя висловлює бажання спокою та добрих результатів. Чотири інші пісні співають на вільні теми. Після виконання обов'язкової програми лунають пісні шанування датуків, це може тривати кілька годин. Звучать короткі та прості звертання до надприродних сил, в яких люди просять пробачення та захисту. Вони, як правило, виконуються в повільному темпі (70-80 біт на хвилину), тоді як інші пісні мають темп 100—110 біт на хвилину. Після закінчення ритуального дійства виконуються «пісні для насолоди» (lagu buat seronok), які заповнюють нічні та перші ранкові години.
Тексти пісень ніхто не записує, їх вивчають напам'ять. Пісня виконується без репетиції, зі значною долею імпровізації. Почергово соліст вигукує певну фразу, а другий співак або весь хор повторює її. Ураклавойські пісні є інтимними, призначені лише для своїх людей, вони виражають душу народу, яку, на їх думку, стороннім не зрозуміти.
Спеціальна музика супроводжує конкретні церемонії. Музиканти сідають вільним колом навколо лідера групи на землі або на цементній підлозі, вкритій тканими килимами, барабанщики розташовуються по периметру, щоб бачити один одного. Музикантів пригощають рисом, бетелем, арекою, квітами, прянощами, тютюном, свічками, алкогольними напоями, подушками та грошима.
Пісні берана супроводжує танець пусінг-берана (pusing berana), що виконується навколо ритуальних об'єктів (плачак, падак, святиня або сама група музикантів). Танцюристи рухаються по колу проти стрілки годинника. Це неформальне дійство, участь у ньому можуть брати всі охочі, включаючи й сторонніх. Всі танцюють, як їм заманеться, ступаючи під музику легкими рухами вперед, підіймають та опускають при цьому руки. Кругова процесія триває, поки співак не дасть команду зупинитися.
Головними ураклавойськими танцями є рамана (rammana) та ронг-нгенг (rong ngeng). Обидва мають малайське походження, крім того, в них можна побачити й західноєвропейський вплив, що залишився з часів колоніальної доби.
Під час виконання танцю рамана чоловіки співають і задають ритм, а танцюють всі, чоловіки й жінки разом. Головним музичним інструментом при виконанні танцю є барабан, який також зветься рамана. Це однобічний барабан, виготовлений із спеціального твердого місцевого дерева джекфрут, що важко й гучно резонує, та обтягнутий шкірою варана або корови. Під час виконання танцю музиканти й співаки гармонійно імпровізують. Текст пісень становить суміш малайської з ураклавойською, люди вивчають його з голосу. За словами місцевих старожилів, танець рамана є способом шанування духів. Традиційно його виконували протягом трьох ночей, коли місяць буває у повні. Сьогодні виконання рамана, як правило, є частиною церемонії подяки духам, а ще церемонії плачак.
Музичний стиль ронг-нгенг сполучає західні (кроки) та східні (рухи руками) форми. Він багато увібрав від традицій португальських, іспанських, голландських колонізаторів. Мелодії базуються на європейських народних піснях, мішаних із місцевими мелодіями та мусульманськими колисковими. Музичними інструментами, що використовуються під час виконання ронг-нгенг, є азійські барабан рамана та гонг, а також європейська скрипка. Пісні виконуються малайською мовою, тексти вивчають напам'ять. Перша пісня просить захисту в духа певної місцевості, в наступних ідеться про людське життя та морські подорожі. Колись ронг-нгенг був популярною танцювальною й співочою формою, але зараз він виконується лише на привітальних церемоніях та інших організованих заходах. Жінки-танцівниці вдягають вишиту сорочку з довгими рукавами та саронг із батику, чоловіки — сорочку й саронг.
Раніше існували також й інші форми танцю, проте більшість із них тепер більше не виконується. Танцювальна форма силай (Silai) або кайок (Kayok, «утікай» ураклавойською) використовувалась для вшанування магії Токірі та подяки духам за їхні дари. Чоловіки вдягали довгі штани та головні убори й танцювали під музику двобічних барабанів і бамбукових флейт, виконуючи рухи, схожі на бій та захист голіруч. Є підстави вважати, що ця форма танцю є адаптований варіантом індонезійського бойового мистецтва й танцю силат (Silat).
Танець нора-граборк (Nora grabork) нагадує танець нора (nora або marona) на півдні Таїланду. Жінки вдягали саронг і рукавички з довгими рукавами та з червоним або зеленим шлейфом; чоловіки були без сорочки й деревним вугіллям розмальовували собі обличчя. Головна ідея танцю — чоловіки дражнять жінок. Танцювати починали стоячи на колінах у молитовній позі, тримали пальму, просили благословення від святого духа. Танець супроводжувався грою на двобічних барабанах, бамбукових флейтах й оригінальному інструменті з двох частин розколотого бамбука, за допомогою якого задають ритм. Останній виступ нора-граборк був у 1980-х роках, після цього почав набирати популярність ронг-нгенг.
Рабам-уракпуте (Rabam urak puteh) або рабам-фаранг (Rabam farang) схожий з ронг-нгенг. Ця танцювальна форма прийшла із Сатуна. Мабуть вона була версією ронг-нгенг, запозиченою тайцями. Зазвичай виступали три пари танцюристів, жінки (а цей танцювальний стиль вважався жіночим) часто були в сорочках з довгими рукавами з батику. Грали на скрипках і барабанах рамана, пізніше ще й співали.

## Зміни під впливом сучасності
В останні десятиліття урак-лавої змушені пристосовуватись до нового способу життя, запровадженого сторонніми. Інтенсивні контакти із зовнішнім світом докорінно змінили їхнє життя. Воно тепер регулюється нормами та правилами сучасного суспільства. Урак-лавої перейшли від напівкочового способу життя до осілого. «Люди моря» все частіше звуть себе «людьми островів» (тайською chaao ko або kon ko).
Відбувається швидка інтеграція урак-лавоїв у ринкову економіку. Людям потрібна готівка для придбання споживчих товарів. Ресурси тепер використовуються відповідно до потреб ринку, а господарство зосереджене суто в галузях комерційного рибальства та туризму. Починаючи з 1990-х років, деякі урак-лавої почали вести власний бізнес. Туризм обумовив тісний контакт з культурами та способом життя розвинених країн. Народ виявився дуже пристосованим і готовим до змін, здатним адаптуватися й вижити в нових умовах. Легкість подорожей, наявність грошових коштів та інші фактори глобалізації надають їм великі можливості. Сучасні урак-лавої, особливо молодь, вже мало відрізняються від міських тайців, але при цьому вони дотримуються деяких власних традицій, які сторонніми можуть здаватися примітивними.
Традиційний спосіб життя урак-лавоїв дедалі більше руйнується через зовнішні впливи. Урак-лавої більше не мають монополії на місцеві ресурси й змушені використовувати їх спільно зі сторонніми. Господарська діяльність обмежується правилами, встановленими національними парками. У першу чергу зникає традиційний напівкочовий спосіб життя. З відмовою від багаду діти більше не мають можливості безпосередньо спостерігати за діяльністю дорослих. Ловити рибу стає дедалі складніше. Збирання нерибних ресурсів майже зникло через заборону цієї діяльності. Туризм став для урак-лавоїв другим за важливістю заняттям (після рибальства) й основним джерелом готівкових доходів у сухий сезон.
Використання нових технології робить певні традиційні навички застарілими й непотрібними. Люди стають дедалі більше залежними від інструментів та техніки й менше від їхніх особистих навичок та знань. Нові технології вплинули також на розподіл праці між чоловіками та жінками. Моторні човни зробили рибалок мобільнішими, протягом дня вони можуть повернутися додому. Жінкам більше не потрібно супроводжувати чоловіків у морі. Завдяки наявності льоду та швидкому транспортуванню риби на ринок, обробка улову також стала необов'язковою. Жінки, діти та літні люди тепер зазвичай залишаються на березі. Вони мають багато вільного часу.
Разом із цивілізацією туризм несе забруднення навколишнього середовища. Острови стали перенаселеними, туристи приносять масу відходів і купи сміття, пляжі тепер неохайні, тут валяється повно пластикових пакетів, пляшок тощо, рифи гинуть від скидання в море стічних вод. Урак-лавої й самі стали учасниками цього процесу. Вони не звикли займатися утилізацією відходів, весь непотріб (раніше він був органічного походження) просто кидають на місці. Питання збереження природних ресурсів були незрозумілі корінним жителям островів, вони звикли брати від природи стільки, скільки їм було потрібно, й природні ресурси вважалися невичерпними. Однак так було, коли лише урак-лавої використовували природні ресурси. Тепер думка людей змінилася, вони на власні очі побачили, як зменшується кількість морепродуктів. Риби стало помітно менше, рідко можна зустріти велику рибу. Значно зменшилась кількість морських огірків, мало стало морських черепах, які часто гинуть в рибальських сітках. Урак-лавої відчувають дефіцит харчових продуктів. На островах бракує питної води, вона забруднюється в туристичний сезон. Розчищаються ліси під будівництво туристичних об'єктів.
З активним розвитком туризму перед ураклавойськими громадами гостро постала земельна проблема. Туристичний бізнес для свого розвитку потребував територій, а саме пляжів, тобто традиційних земель урак-лавоїв. Спекулянти та інвестори за безцінь скуповували земельні ділянки; цінності землі урак-лавої тоді ще не розуміли, а за гроші вони могли купувати різні товари. Із забороною багаду (промислових подорожей) вони також були позбавлені свободи вільного пересування. Адміністрація парків та інвестори туристичної галузі влаштовували організоване переселення урак-лавоїв у внутрішні райони, переводячи їх таким чином на осілість. «Люди моря» опинилися відрізаними від моря. Тепер урак-лавої часто не мають доступу навіть до своїх кладовищ, а ті нерідко плюндруються. Люди виглядають безсилими в такій ситуації. Їм бракує правових і політичних засобів захисту свого способу життя від потужних зовнішніх інтересів.
Майже всі урак-лавої архіпелагу Аданг опинилися на острові Ліпе. Утворилася велика громада, забезпечена школою та закладом з охорони здоров'я. На острові Ланта багато урак-лавоїв переселолися до нового селища Найрай, заснованого далі від берегової лінії, а деякі навіть у гори. На острові Пхіпхі урак-лавої були переселені до крихітного куточка острова. Раніше дещо ізольована громада на острові Сіре (Пхукет) прийняла нових жителів і перетворилася на найбільшу й одну з найкраще об'єднаних ураклавойську громаду в Таїланді. Тепер тут є школа, кілька магазинів, стоять сучасні хати тайського типу, але місцеві жителі продовжують підтримувати народні традиції.
Уряд Таїланду проводить політику створення загальнонаціональної культури й намагається асимілювати національні меншини, включаючи й урак-лавоїв, до складу домінуючої тайської нації. Етнічні меншини можуть мати власні мови, звичаї, одяг, але всі вони повинні говорити тайською й дотримуватись буддизму. Основним інструментом держави в справі культурної трансформації національних меншин є система освіти. Майже всі ураклавойські діти відвідують школу, адже їхні батьки хочуть, щоб вони були грамотними. Це має в майбутньому забезпечити ураклавойській молоді можливості знайти собі пристойну роботу та місце в сучасному суспільстві. Школа є інструментом асиміляції урак-лавоїв і водночас основним джерелом знань про зовнішній світ. В школі діти навчаються дев'ять років. Щоб отримати повну середню освіту, вони вирушають навчатись на материк. Всі вчителі — чужинці. Вони мають неформальну владу над учнями та їхніми батьками. Школа позбавляє дітей власної культурної спадщини. Виникає конфлікт між освітою та участю молодого покоління в ураклавойській культурі. Молодь стоїть перед вибором: лишитися вірними традиціям народу або позбутися своєї спадщини й стати тайцями, такими, як більшість населення країни.
На практиці таїфікація урак-лавоїв відбувається швидкими темпами й у інший спосіб. Дуже сильним є вплив національних і міжнародних засобів масової інформації, засобів комунікації та технологій. Потужний вплив з боку західної культури та способу життя розвинутого світу був викликаний тісним контактом з туристами. Колишні кочовики вперше побачили місто. Людей приваблює телебачення й автомобілі, молодь захоплюється сучасною музикою. Новий спосіб життя додав зручностей. Люди купують мотоцикли, телевізори, радіоприймачі. Газові плити замінюють відкрите вогнище для приготування їжі. Хати будують з нових для урак-лавоїв міцних матеріалів: бетон, плитка, дерев'яні дошки, гофрований метал. У домогосподарствах з'явилися електрика. Також можна легко купити м'ясо, овочі та фрукти, що завозяться з материка. Треба лише мати гроші. Ураклавойські сім'ї проводять вечірні години біля телевізора, дивляться тайські серіали або західні фільми на DVD. Навіть під час традиційного свята плачак молоді люди тепер грають і танцюють під західну й сучасну тайську та індійську музику, яку відтворюють ураклавойські ді-джеї через потужні динаміки. Моторними човнами простіше стало дістатися з одного ураклавойського поселення до іншого, але, в той же час, традиційні в сухий сезон подорожі до родичів та знайомих на інших островах стали рідшими, адже люди тепер зайняті в сфері туризму.
Особливо сильно процеси асиміляції зачепили ураклавойську молодь. Молоде покоління приваблює широке сучасне суспільство. Ураклавойські школярі часто мають друзів серед учнів інших національностей, вони мають справу з інтернетом, модою, міським життям, транспортом, політикою, наркотиками, туризмом. Молоді урак-лавої користуються мобільними телефонами, DVD-плеєрами, стереосистемами, мотоциклами.
Швидкий розвиток руйнує автентичність народу. Ситуація ускладнюється тим, що відмовившись від своєї спадщини, урак-лавої маргіналізуються, потрапляючи до найнижчих і найбідніших прошарків тайського суспільства. Через це вони відчувають комплекс меншовартості, соромляться своєї неосвіченості, приховують своє походження, уникають відкриватися стороннім у своїх турботах та проблемах. Лише, опинившись у рідній громаді, урак-лавої почуваються нормальними людьми. Багато урак-лавоїв стали безробітними й залишаються вдома, без підтримки суспільства, яке їх оточує. Громади урак-лавоїв стали також стикатися з такими сучасними проблемами як ігроманія та алкоголізм. Алкоголізм став поширюватись у 1980-ті роки, вживання спиртних напоїв стало для людей способом утекти від проблем та реальної дійсності. Ще вони, незалежно від віку та статі, зловживають горіхами бетелевої пальми. У той же час урак-лавої не палять марихуану й майже не вживають інші наркотики, вельми поширені серед тайців та іноземних туристів.
У громадах урак-лавоїв з'явилися й успішні люди. Вони, як правило, накопичують майно, купують будинки на материку й відправляють своїх дітей до тамтешніх шкіл. Декілька осіб закінчили університети Таїланду. Зростання розбіжностей у доходах та статках руйнує традиційні мережі взаємної допомоги, майже все тепер оцінюється в грошах.
З іншого боку, в межах своєї етнічної групи урак-лавої відчувають гордість за своє етнічне походження, за власну традиційну культуру й сильно хвилюються через швидку зміну способу життя. Ураклавойська реальність все ще перебуває занадто далеко від тайської або малайської. Їхня інтеграція в широке суспільство є лише поверхневою. На людях урак-лавої намагаються бути тайцями, а в душі лишаються урак-лавоями. Вони можуть грати у футбол, але не мають автомобілів чи комп'ютерів, не подорожують літаками, не користуються страхуванням тощо. Томо продовжують виконувати в громадах лікарські функції. Люди їм довіряють. Хоча урак-лавої й відвідують державні лікарні, їхнє ставлення до цих закладів є неоднозначним. Там потрібно показувати документи, платити гроші, а ще до лікарні потрібно дістатися, також за гроші. Крім того, через специфічне ставлення до них тайські лікарі зазвичай надають урак-лавоям гіршу допомогу, ніж іншим. В ураклавойському середовищі навіть існує забобон, що з лікарні люди рідко повертаються живими.
У деяких місцях докладаються зусилля до збереження ураклавойської культури. На острові Ланта в місцевій початковій школі вивчається ураклавойська мова. На Пхукеті будується ураклавойський культурний центр. Ураклавойська культура все ще утримує сильні позиції в селищі Юбан (Лаемтукае) на цьому острові, тут регулярно проводяться й ретельно організовуються традиційні обряди, є школа традиційного танцю ронг-нгенг. У Саладані (острів Ланта) 2003 р. було відновлене традиційне свято плачак, держава дала дозвіл на його щорічне проведення в травні та в жовтні, для цього спеціально відвели ділянку землі на узбережжі поруч із пляжем та лісом. Перша церемонія транслювалася по телебаченню, були «важливі» гості. Проте після закінчення свята урак-лавої мусили прибрати всі зведені тут споруди, що суперечить традиціям народу, й залишити ділянку. В громадах діють програми урядових та неурядових таїландських та міжнародних організацій, спрямовані на підтримку та збереження традиційних знань урак-лавоїв.